# Арианский спор

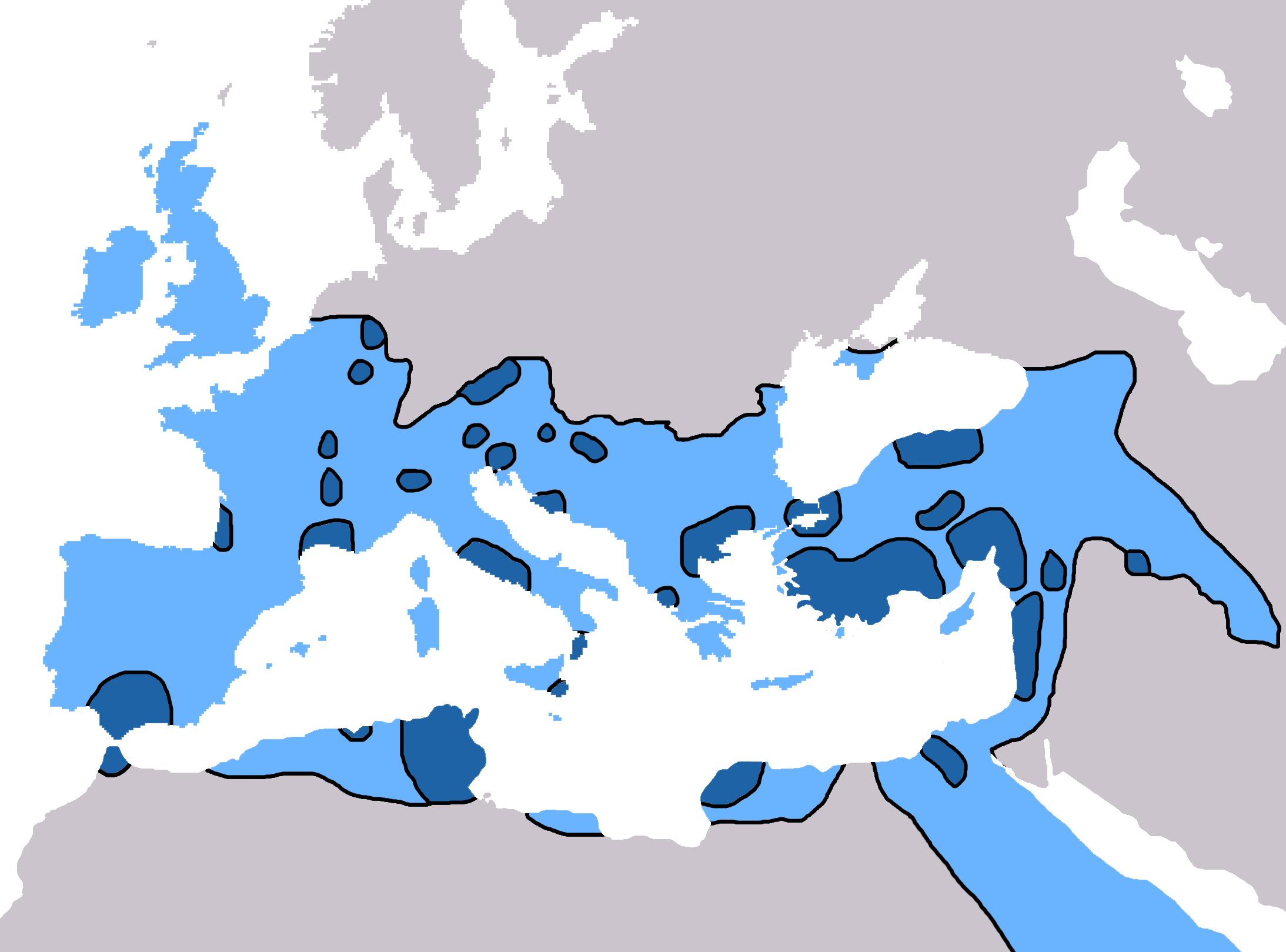
Распространение христианства:
В 325 году
В 600 году

Ариа́нский спор — основной внутрицерковный конфликт IV века, самый драматичный из всех перенесённых христианской церковью к тому времени. Причиной конфликта стало различие в христологических воззрениях александрийского пресвитера Ария и его сторонников, стоявших на антитринитарных позициях и не принявших решения Первого Никейского собора, и их противников, согласных с решениями этого Собора. Каждая из сторон считала исключительно свою точку зрения отражением «православного» взгляда церкви и осуждала противоположную. Более того, в тот период формирования самого понятия «православие» практически каждый служитель церкви, включая пап и патриархов, менял свою точку зрения. В XXI веке православная и католическая церкви считают взгляды Ария и его последователей еретическими. В исторической литературе термин «православные», несмотря на некоторый анахронизм, применяется к его противникам.
Борьба между арианами и их противниками продолжалась с 325 по 381 год, когда на Первом Константинопольском соборе арианство было окончательно осуждено как ересь.
Вначале Арий был осуждён епископом Александрии Александром, а затем в 325 году на Первом Никейском соборе, на котором александрийский диакон Афанасий возглавил православную партию. Этот собор, проведённый при поддержке императора Константина Великого, постановил считать Иисуса Христа «единосущным» Богу Отцу, использовав для этого слово ὁμοούσιος. Использование данного термина, ранее широко не употреблявшегося, вызвало неприятие среди консервативно настроенных богословов восточной части Римской империи. Хотя Арий был отправлен в ссылку, арианство осталось влиятельной силой, поскольку уже в 328 году император изменил свою позицию и позволил Арию вернуться. Затем в течение нескольких лет многие епископы — сторонники решений, принятых Никейским собором, под различными предлогами были осуждены и отправлены в изгнание. Сам Константин формально не отказался от Никейского символа веры, но перед своей смертью в 337 году принял крещение от епископа-арианина.
В правление сына Константина Констанция II (337—361) арианство получило поддержку государства. В его правление религиозная политика стала средством политической борьбы, так как правивший Западной частью империи его брат Констант (337—350) поддерживал «никейскую» партию. Не приведший к разрешению конфликта состоявшийся в 343 году Сардикийский собор продемонстрировал, насколько сложной стала проблема. Вершиной противостояния стало принятие арианской второй сирмийской формулы, подписанной в том числе ранее занимавшими непримиримо-православные позиции Осием Кордубским и папой римским Либерием, что оказало деморализующий эффект на «никейцев».
Последним римским императором, поддерживавшим арианство, был Валент II (364—378).

## Предмет спора

### Христианская доктрина до Никейского собора

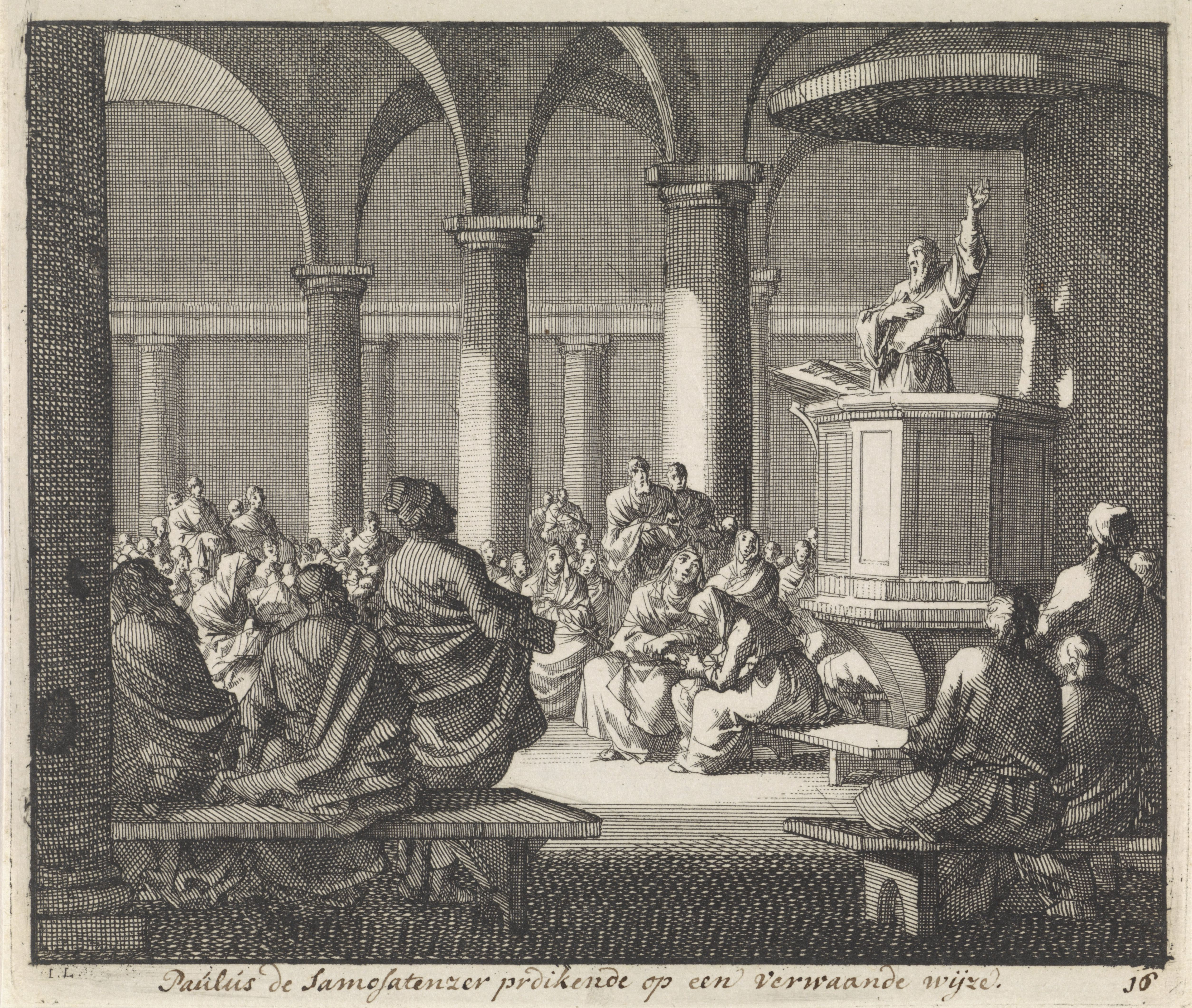
Павел Самосатский проповедует раннехристианской общине. Гравюра Яна Лёйкена, 1700 год

В доникейской церкви не было принято налагать догматические ограничения на верующих, поскольку случаи отрицания или критики основополагающих доктрин веры были редки среди первых христиан. Эти доктрины были частью апостольской традиции и воспринимались как факт, а не мнение. Присоединение к Церкви обозначало также готовность эти истины принять. Если возникала необходимость, ересь решительно пресекалась имеющимися у Церкви методами — отлучением и извержением из сана, как это было в случае Павла Самосатского. Апостольская традиция считалась основным источником религиозных знаний. Без причастности к этой традиции текст Священного Писания оставался для непосвящённых просто «книгой за семью печатями», а не источником христологических знаний. Таким образом, скрытая от профанов традиция, которая не могла быть сравнена с текстом Писания, не подвергалась деградации или каким-нибудь толкованиям. Только принявшие крещение и вступившие в Церковь получали доступ к систематизированному религиозному знанию, делая его привилегией и исключая из области сомнения и диспута. С этой точки зрения, существенным отличием ереси Ария от предшествующих стала публичность, которую Арий придал дискуссии. Епископ Александр Александрийский обвинял его в привлечении на свою сторону иудеев и язычников. Источники подтверждают, что языческие философы сразу проявили настолько живой интерес к этой полемике, что некоторые из них даже присутствовали на Никейском соборе с целью доподлинно выяснить православное учение.
Христологический вопрос ознаменовал завершение первого важного этапа в истории христианской догматики, когда была принята доктрина Логоса, а на Востоке была произведена ревизия прежних формулировок веры под влиянием философской теологии. Возникшее на этой почве разнообразие, основывающееся на трудах Оригена на Востоке и Тертуллиана на Западе, не мешало христианам разных частей Римской империи ощущать принадлежность к единой Церкви. Споры, инициированные Новацианом и Павлом Самосатским, хотя и привели к отделению достаточно значимой части христианского мира, только укрепили это единство. Несмотря на имеющиеся разногласия, как политический организм к концу III века Церковь была прочнее, чем империя.
К началу IV века реалистическая и эклектическая теология Иринея Лионского уступила место теологии апологетов. Ориген, под влиянием которого находилось большинство мыслителей того времени, не позиционировал свою систему как церковную доктрину. Для него разделение между верой Церкви и наукой веры было непреодолимо. Однако в борьбе за точность изложения веры начиная со второй половины III века начала усиливаться тенденция к устранению этого различия и попыткам сформулировать новые изложения веры. Этот процесс А. Гарнак связывает с именами Мефодия Олимпийского, Григория Чудотворца и Лукиана Антиохийского. Возникшая в результате теологическая свобода неизбежно привела к неопределённости во взглядах. Даже тритеистические воззрения не считались ошибочными, не говоря уже о субординационных.
Реакцией на эти явления стало консервативное настроение большинства епископов как на Востоке, так и на Западе, для которых понятия «догма» и «новое» были взаимоисключающими. В таких условия «редукционная» теология Афанасия Великого ознаменовала новый этап в истории догмы.

### Тринитарный вопрос

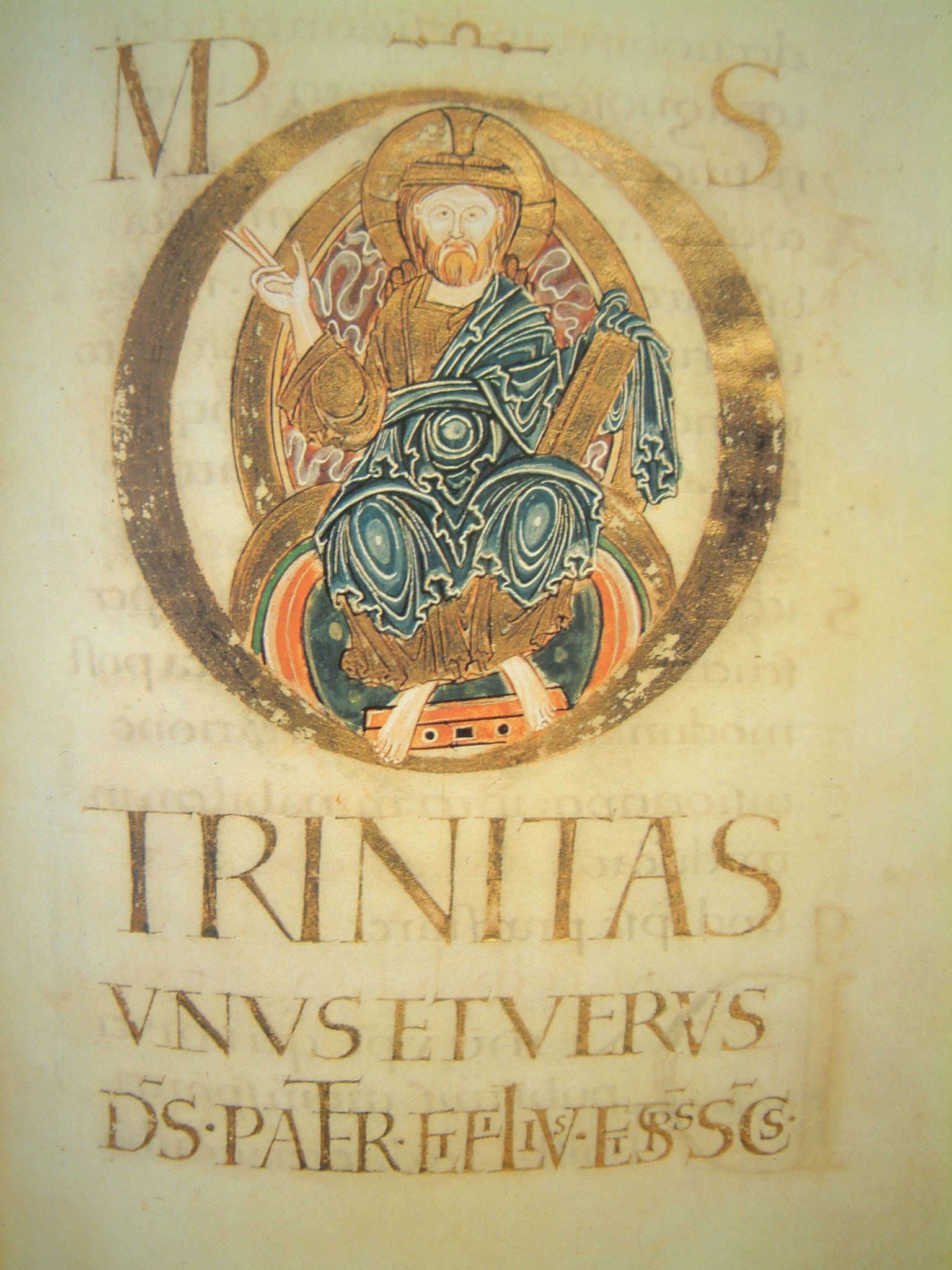
Изображение Троицы из молитвенника св. Этельвольда, X век, фолио 70

Вопрос о Лице Христа впервые был поднят им самим в вопросе к иудеям: если Христос есть сын Давидов, то каким образом он в то же время является и Господом Давида? Религиозное сознание верующих I—II веков, отвергая эбионитство иудействующих и докетизм гностиков, признавало в Христе явившегося во плоти Бога. Однако когда к непосредственной вере присоединились вопросы знания, возникли трудности. Проблемой на этом этапе стало не объяснение соединения Божества и человечества во Христе, а вопрос о Божестве Христа. Указанные выше слова Христа, относящиеся непосредственно к христологии, прямо указывают на связь проблемы с триадологией. Говорится о Господе, который есть сын Давида, и, однако, этот Господь отличается здесь от Господа — «Сказал Господь Господу моему». И в Евангелии от Иоанна Слово, которое было Богом и которое сделалось плотью, отличается в то же время от Бога.
Рассматривая эту проблему как дилемму, монархиане конца II—III веков, отстаивая «единоначалие» Божества против языческого политеизма, считали правильным либо отвергнуть истинное Божество сына Давидова и признать его простым человеком, либо, признавая его истинным Богом, не отличать его от Сына Божия и от Бога Отца. Одну из крайностей этого течения в середине III века представлял Савеллий, учивший, что Бог это «монада» и «Сыноотец», а Сын и Дух — только некоторые модусы, или «образы» («схематизмы», др.-греч. σχηματισμοί) его существования.
На Западе антимонархианская полемика была не очень интенсивной, и позицию Церкви по вопросу о Троице сформулировал Тертуллиан, постулируя, что Бог есть Троица, но в Троице существует единство. Более сложная картина наблюдалась на христианском Востоке, где была создана обширная богословская и апологетическая литература против язычества, гностицизма, монтанизма. Особенное значение имели труды Оригена, в частности его сочинение «О началах». В нём он утверждает и божественное достоинство Сына Божия, и действительное его ипостасное отличие от Бога Отца. Отрицая как динамическую, так и модалистическую формы монархианства, Ориген, тем не менее, вводит другую форму подчинённости между Отцом и Сыном.
Развивая в разных направлениях учение Оригена, к началу IV века существовало две противоположные точки зрения по этому вопросу — Александра Александрийского и Ария. Логос, занимающий положение посредника между Богом и сотворённым миром, с одной стороны непосредственно близок к Божеству, с другой стороны — факт его происхождения от Бога даёт Оригену повод противопоставить его Богу Отцу наряду со всеми прочими произошедшими от него существами. В воззрениях Александра и Ария такая непосредственность устраняется. У Александра Сын Божий окончательно приближается к Богу Отцу и полагается резкая грань между ним и всеми прочими существами. У Ария, утверждающего, что Бог один не рождён, вечен, безначален, истинен, бессмертен, мудр, благ и т. д., Логос ставится в один ряд с творениями и проводится не менее резкая грань между ним и несотворённым Богом. Принципиальное различие во взглядах Оригена и Ария проявляется в вопросе о вечности Сына и о его необходимости для Отца. Признавая отношение «Отец-Сын» существенным для существования божества, Ориген тем самым предвосхитил идеи православия IV века.
Для богословия Ария характерным является резкое противопоставление им непроисходящего ни от кого другого Бога, или нерождённого Отца, всему прочему, что от него происходит. При этом допускался только один способ происхождения от Бога: творение им всего из ничего. В этом смысле «рождение» оказывается тождественно «творению», и всякое иное понимание Арий отвергает. Как и Павел Самосатский, Арий полагал, что в Боге от вечности существуют Премудрость и Логос, но существуют как неипостасные свойства или как твари, а не существа с божественным достоинством. Основные положения арианского учения («Сын произошёл из не-сущего», «Сын ни в каком отношении не есть часть нерождающего Отца и вообще не происходит из какого-либо субстрата») были сформулированы Арием и не имели дальнейшего развития. Так называемые строгие ариане позднейшего периода только разрабатывали его с формальной стороны, а менее строгие смягчали строгость выводов своего учителя.

## До Никейского собора

### Хронология
Основополагающей работой по хронологии раннего этапа арианского спора является вышедшая в 1934 году статья Х.-Г. Опица «Urkunden zur Geschichte des arianischen Streites 318—328», в которой на основе анализа немногочисленных сохранившихся документов была предложена реконструкция начала кризиса. Несмотря на то, что после выхода данной работы не было найдено новых источников, предложенная Опицем хронология была в ряде работ подвергнута ревизии. Тем не менее, в 1988 году хронологию Опица в своём фундаментальном труде об истории арианского спора принял епископ Р. Хэнсон.
| Документы и их датировки                                   | Документы и их датировки | Документы и их датировки |
| ---------------------------------------------------------- | ------------------------ | ------------------------ |
| Название документа                                         | Гипотезы                 | Гипотезы                 |
| Название документа                                         | Опиц (1934)              | Вильямс (2002)           |
| Письмо Ария с изложением его веры                          | 320                      | ок. 321                  |
| решение Палестинского синода                               | 321/2                    | ок. 321                  |
| Послание Александра Александрийского своему тёзке-епископу | 324                      | 321/2                    |
| Переписка Ария и Евсевия Никомедийского                    | 318                      | 321/2                    |
| Решение епископского синода в Александрии                  | 324                      | начало 323               |
| Послание Евсевия Никомедийского Павлину Тирскому           | 320/1                    | 323                      |
| Синод в Вифинии                                            | 320                      | 324                      |
| Письмо Константина Великого                                | Октябрь 324              | Рождество 324            |
| Энциклика Александра Александрийского                      | 319                      | Январь/февраль 325       |
| Соборное послание Антиохийского собора                     | 325                      | 325                      |

Традиционно, начиная с французского историка XVII века Тиллемона, опирающегося на датировку одного из посланий Афанасия Великого, датой начала спора считается 318 год. Эту же дату современные исследователи получают и из других соображений.

### Реконструкция хода событий

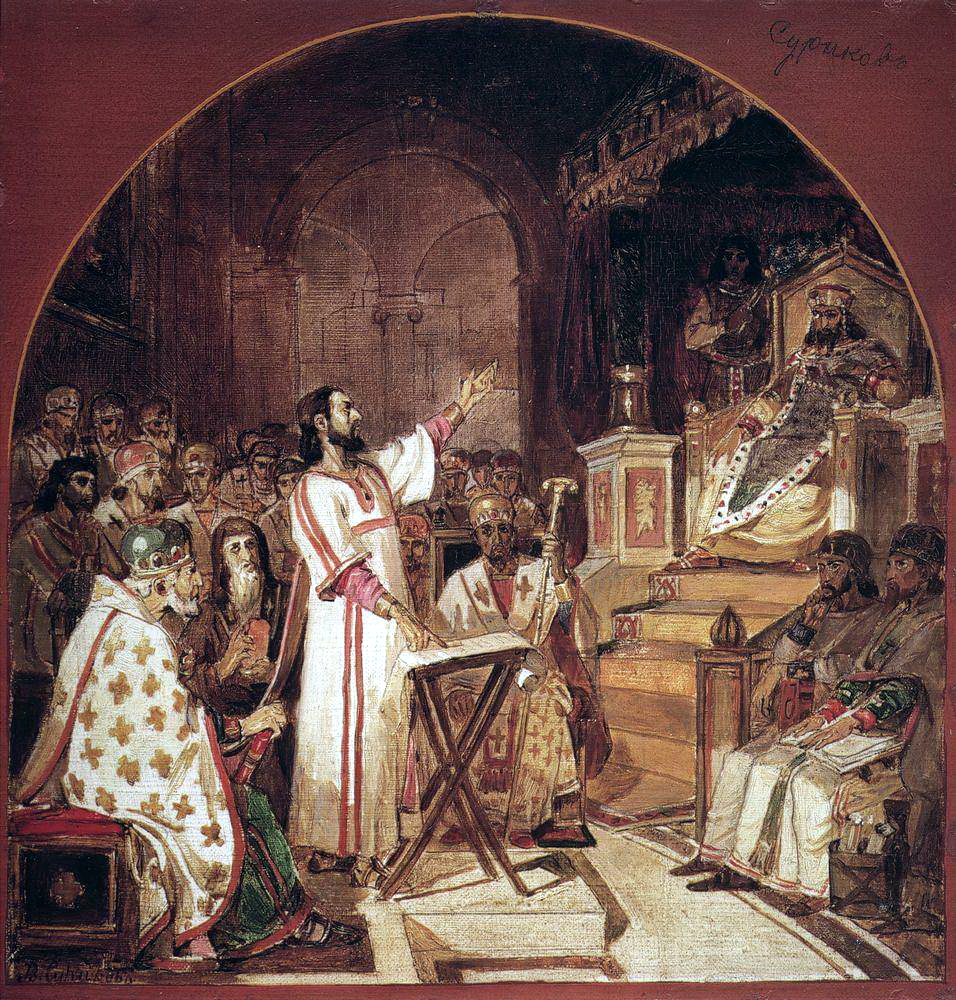
Первый Вселенский Никейский Собор, эскиз к росписи Храма Христа Спасителя В. И. Сурикова, 1876 год. Русский музей

Сведения о происхождении и образовании Ария очень скудны. Вероятно, он родился в Ливии. Распространена версия, согласно которой Арий был учеником Лукиана Антиохийского, — однако, с уверенностью этого утверждать нельзя.
До 311 года он прибыл в Александрию и был принят в клир. Арий принял участие в церковном расколе на стороне мелитиан, за что был отлучён архиепископом Петром. Однако после мученической смерти Петра, казнённого в период гонений на христиан, Арий примирился с церковью — новый александрийский епископ Ахилл сделал его пресвитером, и Арий даже считался кандидатом в преемники Ахилла. Когда после смерти последнего епископская кафедра вновь освободилась, соперником Ария в борьбе за неё стал Александр. Голоса избирателей разделились между ним и Арием практически поровну. Согласно историку-арианину IV—V вв. Филосторгию, Арий отказался от поданных за себя голосов в пользу Александра — в дальнейшем ариане объясняли это событие благородством его души. Православные же историки Феодорит Кирский и Епифаний Кипрский предполагали, что он проиграл выборы, считая причиной уклонения Ария от православия его личную обиду от неизбрания епископом Александрийским.
Занимая пост пресвитера одной из церквей Александрии, Арий имел возможность длительное время излагать своё учение. Время появления арианства точно не известно, и по этому поводу существует несколько мнений. Широкую известность оно получило после того, как Арий вступил в спор с епископом Александром, употребившим в публичном обсуждении выражение «Бог есть Троица во Единице и Единица во Троице». Против Ария, усмотревшего в этом выражении савеллианство, вначале выступил александрийский архипресвитер Коллуф, затем Арий проиграл в публичном диспуте, после чего Александр отлучил его от церкви. Однако Александр не был сильным богословом. Поэтому, по мнению известного религиоведа А. В. Карташёва, с первых же дней спора Ария с Александром «за спиной последнего встал и укрепил его» Афанасий Александрийский, получивший впоследствии прозвание «Великий», бывший в то время диаконом.
Отлучение не остановило распространение учения Ария. Вместе с ним от церкви отпало значительное количество простых прихожан, до трети пресвитеров и несколько епископов. Недовольный мягкостью проводимой Александром против ариан линии, Коллуф обвинил последнего в потворстве еретикам, объявил себя епископом и сам, не будучи хиротонисан, стал самовольно рукополагать пресвитеров. В ответ на это Александр стал действовать решительнее, в 320 или 321 году собрал в Александрии собор, на котором Арий был снова отлучён.
Отправившийся в Палестину Арий нашёл там не только поддержку в лице Евсевия Кесарийского, Аэция Лиддского и Павлина Тирского, но и нового противника в лице Макария, епископа Иерусалимского. Написанное около 320 года письмо Ария с обращением за поддержкой к «солукианисту» Евсевию Никомедийскому с тем, чтобы тот примирил его с епископом Александром, выявляет произошедший к тому времени раскол в Церкви Палестины на «православный» юг (Иерусалим и Газа) и арианский север. Ходатайство Евсевия оказалось неудачным. По мнению В. В. Болотова, это было связано с тем, что ставшая в то время столицей Римской империи Никомедия претендовала на первенство на Востоке, и тон послания Евсевия предполагал право столичного епископа на вмешательство в египетские дела. Арий после этого стал активнее пропагандировать своё учение, прибегнув, как утверждает Филосторгий, даже к сочинению песен для матросов и мельников. Со своей стороны, Александр также стал рассылать послания епископам других Церквей, объясняя причины отлучения Ария.
В таком состоянии, когда стало ясно, кто из епископов поддерживает какую сторону, о конфликте стало известно императору Константину. Первая его реакция, обусловленная политическими причинами — необходимостью сохранения церковного единства, поддержанием политической стабильности в Египте, была благоприятна арианам. Существенное влияние, помимо Евсевия Никомедийского, чья близость Лицинию его несколько дискредитировала, оказывал епископ Евсевий Кесарийский, также не считавший взгляды Ария опасными. Император решил взять на себя роль посредника, обратившись с посланием к Арию и Александру. В нём он предлагал оставить этот спор. Подателем этого письма император избрал епископа Осия Кордубского, который, прибыв в Александрию, понял, что вопрос на самом деле требует серьёзного подхода к его решению. Поскольку к тому времени требовал решения также вопрос об исчислении пасхалий, было принято решение о проведении Вселенского Собора.
Вероятно также, на основании открытых в 1905 году документальных свидетельств, что несколько ранее собора в Никее состоялся собор в Антиохии, на котором Арий, его учение и его наиболее упорные сторонники — Феодот Лаодикийский, Наркисс Нерониадский и Евсевий Кесарийский — были осуждены.

## Борьба на Никейском соборе

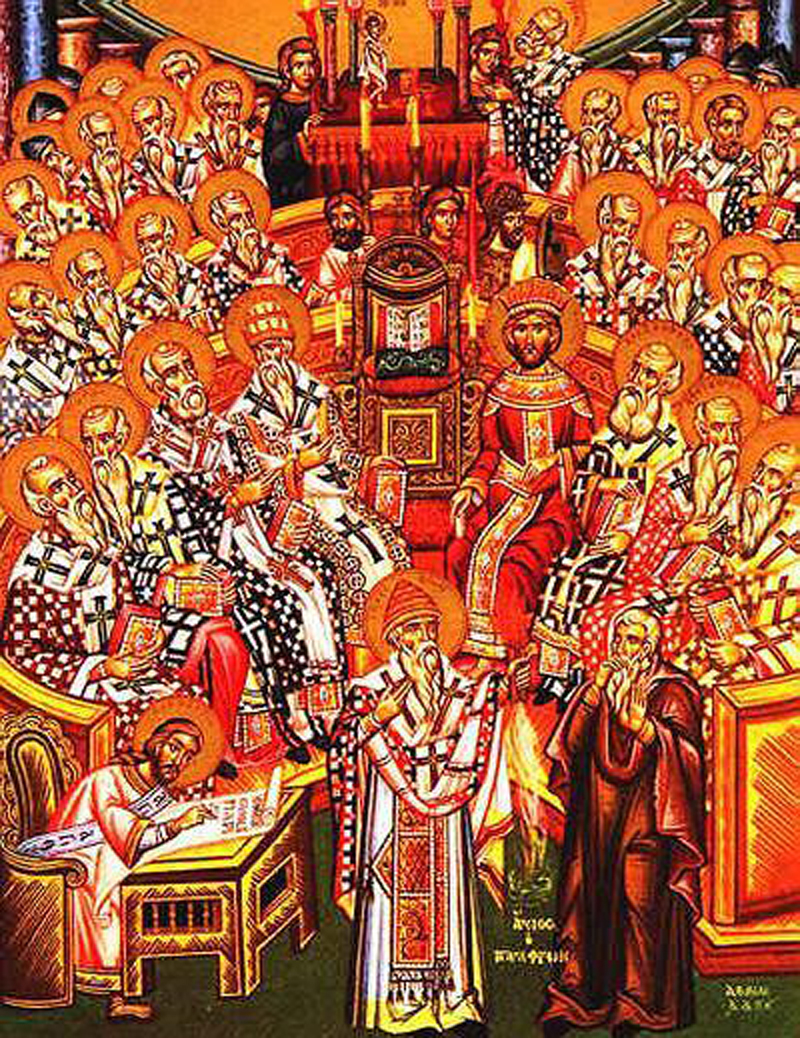
Дионисий Фурноаграфиот, греческий иконописец XVIII века, в своей «Ерминии» даёт подробное описание иконографии Первого Никейского собора: «Среди храмины под осенением Святого Духа сидят: царь Константин на престоле, по обе стороны его святители в архиерейском облачении — Александр, Патриарх Александрийский, Евстафий Антиохийский; Макарий Иерусалимский, свт. Пафнутий Исповедник, и свт. Иаков Низибийский, свт. Павел Неокесарийский и другие святители. Перед ними стоит изумлённый философ и святитель Спиридон Тримифунтский, одну руку простёрший к нему, а другой сжимающий черепицу, из которой выходят огонь и вода, и первый стремится вверх, а вторая по перстам святого стекает на пол. Тут же стоит Арий в священническом облачении и перед ним святитель Николай, грозный и встревоженный. Единомышленники Ария сидят ниже всех. В стороне сидит святитель Афанасий диакон, молодой, безбородый, и пишет: Верую во Единого Бога Отца, вседержителя до слов: и в Духа Святого»

### Участники
Общее количество участников собора неизвестно. Евсевий Кесарийский сообщает о 250 епископах, по Евстафию Антиохийскому, их было 270, Константин Великий говорит о 300 и более. Ставшее традиционным число 318 появляется впервые, вероятно, в 359—360 годах у Илария Пиктавийского, а затем у Василия Великого в 362 году. Таким образом, в соборе принимала участие примерно шестая часть всех христианских епископов. Каждому епископу, по всей видимости, было предоставлено право иметь при себе двух пресвитеров и трёх служителей, доводя, таким образом, общее количество участников до 1500—2000 человек.
Источники указывают разное число арианских участников собора. Геласий Кизикский и Руфин Аквилейский говорят о 17 арианских епископах, не называя их по именам, Феодорит Кирский поимённо называет 13, а Филосторгий — 22 епископа. С другой стороны, список Филосторгия, возможно, неверен, так как пять названных в нём имён у Афанасия причислены к православным. Бесспорными арианами среди них были Евсевий Никомедийский, Павлин Тирский, Феона Мармарикский, Секунд Птолемаидский, Минофант Эфесский, Феогнис Никейский и Марий Халкидонский.
Противники арианства, хотя и были гораздо многочисленнее, были разделены на несколько групп, которых обычно выделяют три. Небольшая группа образованных убеждённых противников Ария возглавлялась Александром Александрийским,Евстафием Антиохийским и пресвитером Афанасием. Многочисленную группу образовывали епископы без богословского образования, для которых тезис Ария о том, что Сын Божий есть творение, а не истинный Бог, и что Его Божественное достоинство основывается на нравственных заслугах, был неприемлем. Третью группу составляли богословы старой школы, находящиеся под влиянием сочинений Оригена. Они не принимали учения Ария, но методы борьбы с ним Александра они считали слишком радикальными и способными привести к савеллианству. Отсутствовавшее в Священном Писании понятие οὐσία («сущность»), смысл которого был не вполне к тому времени понятен, было для них подозрительно.

### Ход соборных рассуждений
Свои рассказы о ходе Никейского собора оставили Афанасий Великий, Евстафий Антиохийский, Евсевий Кесарийский. В своей «Церковной истории» раннехристианский историк Созомен сообщает об организационной стороне мероприятия. Ещё до официального открытия, состоявшегося, вероятно, 14 июня 325 года, были проведены предварительные заседания, на которые приглашали Ария. Там участники собора «вступали в рассуждения. Однако ж исследование их, как обыкновенно бывает, послужило только источником к различным вопросам: одни советовали не делать нововведений в преданной из древности вере, — и это были особенно те, которым простота нравов внушала бесхитростно принимать веру в Бога, а другие утверждали, что древнейшим мнениям не должно следовать без поверки их».
Многие из собравшихся в Никее желали также разрешить личные обиды, накопившиеся у них в отношении других священников, осаждая с соответствующими жалобами императора. Поэтому первым делом после открытия собрания император Константин повелел участникам собора предоставить обвинения против своих коллег. Однако затем он отказался от рассмотрения этих прошений, в которых обвинители и обвиняемые были священниками, и, призывая к «божественному человеколюбию», распорядился, по выражению Созомена, «рукопись каждого оставить без рассмотрения и просьбы сжечь».
Поскольку рабочих документов собора не сохранилось, ход дебатов может быть восстановлен только приблизительно. Догматические рассуждения, начавшиеся сразу после торжественного открытия, открыл Евсевий Никомедийский, не считавший учение Ария противоречащим догматам Церкви, изложил символ веры, в котором явно стояло слово κτίσμα («творение»). Этот символ был отвергнут большинством участников, что предрешило осуждение крайностей арианства собором. Дальнейшие прения были посвящены выработке новых формулировок, в процессе которой выяснилось, что опровергнуть арианские формулировки исключительно цитатами из Священного Писания невозможно. После того как это стало ясно, Евсевий Кесарийский предложил достаточно неопределённый символ веры, базирующийся на тезисе о непознаваемости отношения Бога Сына и Бога Отца. По инициативе императора к нему было добавлено слово ὁμοούσιος («единосущный»), что, вопреки первоначальным намерениям Евсевия, придало символу определённость. С внесением некоторых терминологических уточнений Кесарийский символ лёг в основу Никейского символа веры.
В результате возникшей определённости и невозможности интерпретировать символ веры в приемлемом для них духе Арий и четыре его сторонника (Евсевий Никомедийский, Феогнис Никейский, Феона Мармарикский и Секунд Птолемаидский) предпочли его не принимать и были отправлены в ссылку. По другим сведениям, Евсевий и Феогнис отказались только подписать анафематствование Арию, а сам символ подписали. Филосторгий добавляет, что они подписали символ с добавленной буквой «ι» (йота), получив в результате ὁμοιούσιος («подобосущный») что, однако, не спасло их от ссылки. Победившие их противники разъехались с убеждением в правильности осуждения учения Ария, но с сомнением в том, что избранные полемические средства не заключают в себе других опасных крайностей.
Тем не менее, с глубокой радостью приветствовал результаты деятельности собора император Константин: вместе с некоторыми другими епископами он думал, что теперь, после торжественного провозглашения обязательного для всей церкви исповедания, прекратятся все раздоры и несогласия между епископами, и в церкви настанут давно желанные мир и тишина. «Что ни злоумышлял против нас диавол, — писал император к александрийской церкви после собора, — всё (теперь) уничтожено в самом основании; двоедушие, расколы, смертельный яд несогласия — всё это победила светлая истина; то, что единогласно признано тремястами святых епископов, есть ничто иное, как мысль Самого Сына Божия».

## После Никейского собора
Действительность скоро разрушила эти радостные надежды. Догматическая победа над арианством, так быстро достигнутая в Никее, опередила собой историческую победу в церкви, и первый вселенский собор на деле не только не прекратил начатые Арием споры, а напротив, сам стал прямой причиной новых движений и осложнений. Признаки начинавшейся реакции Никейскому собору показались очень рано. Не прошло и трёх лет после его окончания, как были вызваны из ссылки Арий и его влиятельные сторонники — Евсевий Никомидийский и Феогнис Никейский. Вскоре затем последовали в изгнание один за другим ряд наиболее видных защитников Никейского символа, и, наконец, весь Восток оказался противником собора. Хотя Никейский символ не был отвергнут или осуждён, но он был забыт и отчасти заменён рядом других формул.

### Причины возникновения антиникейской реакции

#### «Козни ариан»

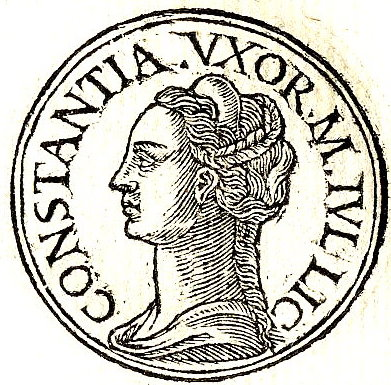
Согласно версии, изложенной Руфином Аквилейским, Арий был возвращён из ссылки благодаря просьбе умирающей сестры Константина Констанции, на которую имел влияние некий тайный арианин-пресвитер

Длительное время в церковной истории преобладал взгляд на антиникейскую реакцию как результат влияния на ход церковных дел возвратившихся из ссылки ариан, а также менявшихся распоряжений константинопольского дворца и придворных интриг. Однако ариане и до Никейского собора представляли собой незначительную группу богословов, стоящую особняком в церкви, но и эта небольшая группа потерпела в Никее полный разгром. Единодушное осуждение, которому она была подвергнута отцами собора, показало ей, что её доктрина не имеет для себя почвы ни в исторических традициях, ни в церковном сознании и не может рассчитывать на распространённость. Удар, нанесённый Никейским собором арианству, оказался настолько сильным, что оно никогда не в состоянии было оправиться от него. Строго говоря, арианские голоса вновь раздались в церкви только в 50-х годах IV века, то есть тридцать лет спустя после осудившего их собора, когда антиникейская реакция, достигнув высшей степени своего развития, начала распадаться, и в реакционных кружках обнаружилось стремление к сближению с Никейским символом, но теперь арианство оказалось уже отжившей доктриной, мало привлекавшей сочувствия к себе.
В период непосредственно после Никейского собора, на который падает самый разгар антиникейского движения, общее на Востоке нерасположение к арианству не подлежит сомнению. Оно доказывается, в частности, тем, что даже лица, несомненно разделявшие убеждения Ария, как, например, Евсевий Никомедийский, и даже сам Арий должны были очиститься от подозрений в этой ереси, представить особые официальные исповедания, свободные от крайностей первоначального арианства, чтобы получить возможность возвратиться в церковь. Таким образом, тайные ариане не только не были главными виновниками антиникейской борьбы, но сами должны были приспособляться к господствующему на Востоке настроению.
Столь же мало света вносит в вопрос о причинах реакции и предполагаемое влияние двора и придворных интриг. С тех пор, как первый христианский император в присутствии представителей всего христианского мира назвал себя сослужителем епископов, события, совершавшиеся при дворе, всегда оказывали существенное воздействие на жизнь церкви и вызывали в ней соответствующие последствия. Но никакая придворная интрига, никакой случайный фаворит не могли бы вызвать того единодушного всеобщего протеста против Никейского символа, какой раздался в это время на Востоке. Самое решительное намерение двора провести определённое вероизложение осталось бы бесплодным, если бы вся церковь противопоставила ему один общепринятый и точно выработанный символ.
По мнению А. А. Спасского, в истории после-никейских движений в отношении религиозной политики императорский двор демонстрировал следование настроениям церковного большинства. Так, первая ссылка Афанасия Александрийского произошла вопреки желаниям Константина, согласившегося на неё исключительно из-за того давления, какое оказывали на него другие епископы Востока. Даже в моменты наибольшего влияния двора на дела церкви, как это было в последние годы правления Констанция, ему не удавалось осуществить на практике свои политические планы: догматическая борьба развивалась своим путём, независимо от двора и часто против его намерений.

#### Внутрицерковные факторы
Богословские новации, введённые Никейским собором, оказались слишком радикальными для большинства епископов Востока. Длительная борьба с ересями породила в них страх перед новыми словами, не подтверждёнными высшим авторитетом; Александр Александрийский отказывался «причислять к благочестивым людям того, кто дерзает простирать свою пытливость» до исследования тайн веры. Осудив на соборе арианство, участники собора, возможно, под влиянием обстановки и того, что новое понятие было произнесено с высоты царского престола, согласились на введение слова «ὁμοούσιος» как единственного, способного противостоять арианским толкованиям. Таким образом, если для образованного меньшинства введение данного термина имело положительный смысл, как лучшее выражение учения церкви, то для консервативного большинства оно было только полемическим средством в борьбе против арианства.
Приведённое Феодоритом Кирским послание Евсевия Кесарийского пастве с разъяснением Никейского символа веры содержит минималистическое толкование слова «единосущный» как указания на отличие от творений, «с которыми Сын не имеет никакого сходства». Само же слово было принято, «имея в виду цель сохранить мир и не отпасть от правого образа мыслей». Разъехавшиеся по домам епископы, выйдя из-под влияния внешней обстановки, усомнились в правильности принятого решения. Старшие из них ещё помнили Антиохийский собор 269 года, осудивший не только Павла Самосатского и савеллианство, но и употребление слова «ὁμοούσιος». Эти опасения через пять лет подтвердило осуждение одного из лидеров «никейцев», Евстафия Антиохийского. И если существовали сомнения в правильности осуждения антиохийского патриарха, то савеллианство Маркелла Анкирского, осуждённого на Константинопольском соборе в 336 году, было несомненным. То, насколько значимым для внутрицерковной жизни было осуждение Маркелла, видно, в частности, из того, что в своих созданных до 339 года сочинениях Афанасий Александрийский заменял «ὁμοούσιος» другими словами.
Таким образом, протестуя против Никейского символа веры, восточные епископы руководствовались возвышенными соображениями — сохранить веру в той неприкосновенности, как она была получена от древности, изъять из неё нововведения; протестующие против Никейского символа не разделяли арианских убеждений в их строгой форме. Дополнительно к этому, западные епископы сталкивались с невозможностью адекватно передать на латыни технические греческие термины.

#### Культурно-исторические факторы
Антиникейская реакция нашла поддержку также в большей части полуязыческого, полухристианского городского населения империи. Несмотря на переход главы государства в христианство, язычники всё ещё численно превосходили христиан. Большое количество людей меняли свои религиозные убеждения, руководствуясь внешними соображениями. Распространено было принятие христианства только номинально, откладывая совершение крещения до момента непосредственной близости смерти или другого подходящего случая. По мнению А. А. Спасского, такому колеблющемуся обществу было ближе арианство. Его идея единого высшего существа была близка современной языческой философии, а учение о Сыне Божием как полубоге роднило его с языческим представлением о богах. Вероятно, зачитывавший своё арианское сочинение в сирийских церквях «Синтагматион» Астерий Софист имел некоторый успех, чем доставлял беспокойство Афанасию Великому. Известно, что возродивший в 350-х годах радикальное арианство Аэций Антиохийский был духовником Галла и другом Юлиана Отступника, которого безуспешно пытался склонить к христианству.
Также в обществе защитники Никейского собора воспринимались как носители аскетических идей. Афанасий Великий, Аполлинарий Лаодикийский, Василий Великий, Епифаний Кипрский стояли в тесной связи с возникавшим в то время монашеством, покровительствовали ему или даже сами были известными аскетами; их торжество могло привести к ужесточению общественной нравственности. С другой стороны, моральные воззрения ариан были существенно ближе к господствовавшим в то время взглядам. И если сам Арий был человеком безупречной нравственности, то его последователи смотрели на данную проблему шире. Известно высказывание Аэция, переданное Епифанием Кипрским, узнавшего, что один из его учеников впал в грех с женщиной: «это ничего не значит, это телесная нужда и отправление, то же, что ковыряние в ухе…, это случается по природе и кто это делает, не грешит».

#### Политические факторы
Ещё одной причиной, заставившей императора Константина лишить своей поддержки защитников Никейского собора, стало общее изменение религиозной политики. Начиная с XIX века излагаемая церковными историками версия, связывающая этот поворот с интригами придворных священников, перестала удовлетворять исследователей, и было предложено несколько других версий. Согласно А. А. Спасскому, причиной этому стало поражение фракции западных епископов во главе с Осией Кордубским, что было, возможно, связано с казнью Криспа и убийством Фаусты. Указание на возможную причину возвращения Осия на Запад даёт церковный историк конца V века Зосим, сообщающий о связи Осия с женской половиной двора. Также существует гипотеза, объясняющая поражение «никейцев» неблагоприятным для них стечением обстоятельств, приведших к осуждению на Антиохийском соборе Евстафия Антиохийского.
Надо полагать, именно на Антиохийском соборе обвинения с Ария были сняты, однако он предпочёл вернуться из изгнания после личного обращения к нему императора. Это произошло зимой 327 года.

### Продолжение конфликта при жизни Константина Великого

#### Возвращение ссыльных
Секунд Птолемаидский и Феона Мармарикийский были смещены и сосланы Константином. Когда они были возвращены и восстановлены в своих епархиях, не известно, но это случилось до 335 года. Созомен сообщает, что некоторое время спустя после собора Евсевий Никомедийский и Феогнис Никейский распространили документ, в котором объясняли, в каком смысле они приняли Никейский символ. Тем не менее, вскоре (по Филосторгию — через три месяца после собора) они всё же были изгнаны. Причины этого шага Константин объяснил в своём письме к церкви Никомедии, из которого следовало, что Евсевий оказал гостеприимство александрийским арианам.
Тем не менее, уже в конце 326 года Константин вступил в переписку с Арием, который в одном из своих посланий высказал своё исповедание веры, признанное придворными епископами вполне православным. Произошло ли окончательное примирение Ария, Евсевия Никомедийского и Феогниса Никейского с церковью на состоявшейся зимой 327—328 годов «второй сессии Никейского собора» и имела ли вообще место эта «сессия» — дискуссионный вопрос. Помимо указанной переписки, подтверждением факта проведения «второй сессии» является сопоставление утверждений, что, с одной стороны, Александр Александрийский умер через пять месяцев после Никейского собора и, с другой стороны, что это произошло 27 апреля 328 года. В целом не считающийся достоверным источником, Филосторгий подтверждает проведение собора в Никомедии через три года после Никейского собора. Вопрос о том, была или нет вторая сессия Никейского собора, является дискуссионным. Шварц, Опиц, О. Зеек, Э. Штайн и ряд других историков признавали факт её существования. Более поздние исследователи полагали возможным, в крайнем случае, проведение собора в Никомедии, но не повторный сбор участников Никейского собора.

#### Беспорядки в Антиохии
Уже, возможно, в начале 328 года (разными исследователями называются даты от 326 до 331 года; относительно того, произошло ли это событие до или после возвращения ссыльных, также есть разные взгляды) вступивший в конфликт с возвратившимися из ссылки арианами епископ Евстафий Антиохийский сам был изгнан на состоявшемся в Антиохии соборе. Вероятно, это было проявлением направленной на достижение религиозного мира политики императора, согласно которой принявшие Никейский символ ариане оказывались предпочтительнее православных возмутителей спокойствия.
Вслед за смещением Евстафия в Антиохии вспыхнули беспорядки, в ходе которых случился страшный пожар, и, по выражению Евсевия, «враждебная добру зависть» едва не разрушила до основания город. Патриаршество преемника Евстафия, Павлина Тирского, продолжалось шесть месяцев до его смерти (330), а затем меньше двух лет длилось патриаршество Евлалия (331—332). Смерть каждого из них также сопровождалась народными волнениями. Евсевий Кесарийский в своей «Жизни Константина» возлагает вину за эти события на смещённого Евстафия. Далее Евсевий приводит три письма Константина, из которых следует, что народ Антиохии проявил сильное желание видеть своим епископом Евсевия Кесарийского, но император убедил их принять Евфрония.

#### Борьба за власть в Александрии

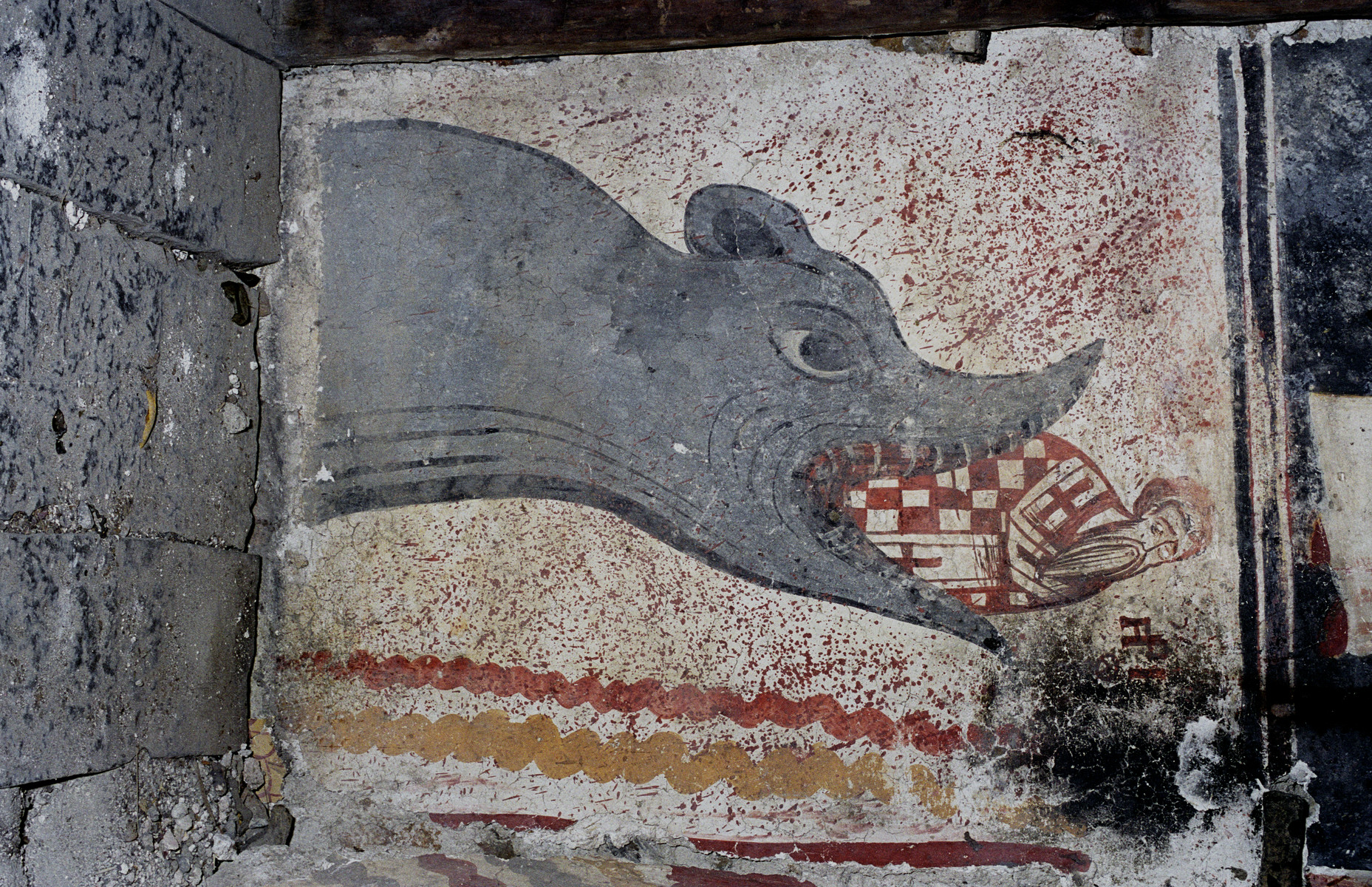
Отождествление «безумного Ария» из видения Петра Александрийского с ересиархом берёт своё начало с Созомена (V век). Фреска братьев Зографи, 1750 год

Из шестого правила Никейского собора и послания Константина к церкви Александрии известно, что на соборе произошло примирение с мелитианами, разногласия с которыми носили организационный характер и касались вопроса о праве назначения епископов. Не известно, принимал ли сам Мелитий участие в деятельности Никейского собора, но назначенные им епископы — принимали и не были осуждены; на «второй сессии» Никейского собора были выработаны новые меры по примирению с мелитианским духовенством. Александр Александрийский отказался прибыть на собор, а затем не пожелал принять в общение Ария. Настойчивое желание Александра назначить своим преемником Афанасия столкнулось с упорным противодействием мелитиан.
Источники приводят противоречивые сведения о событиях, приведших к занятию Афанасием александрийского престола, некоторые из них излагают даже несколько версий сразу. Однако можно считать достоверным, что после смерти Александра, произошедшей в отсутствие Афанасия, мелитиане добились избрания епископом Феоны, умершего через три месяца после избрания. Вернувшийся вскоре после его смерти Афанасий смог занять патриарший престол. Однако обстоятельства, при которых это произошло, вызвали возмущение мелитиан. Непримиримая по отношению к ним позиция Афанасия, а также отказ примириться с Арием и его сторонниками, привели к тому, что когда мелитиане отправили летом 330 года делегацию в Никомедию с жалобами на нового епископа, они встретили там поддержку со стороны столичного епископа Евсевия. Образовавшийся между арианами и мелитианами альянс оказался достаточно сильным, чтобы после неудачи на соборе 334 года в Кесарии Палестинской годом позже, на собранном в Тире соборе, низложить Афанасия.

#### Смерть Ария в Константинополе

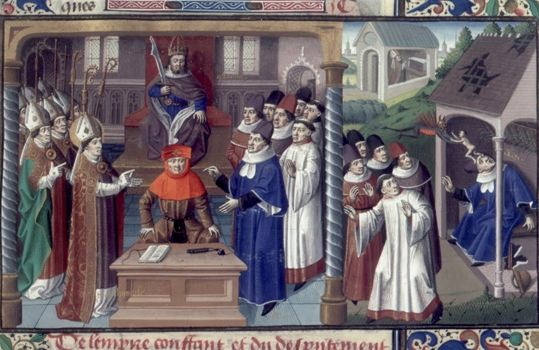
Никейский собор и смерть Ария, иллюстрация к Speculum historiale Винсента из Бове

За низложением Афанасия в Тире последовало принятие в общение Ария на Иерусалимском соборе. Император через посланного им сановника Мариана напомнил тирским отцам, чтобы они поспешили на иерусалимское торжественное освящение храма Гроба Господня, куда прибыли ещё многие другие епископы. Освящение было, очевидно, назначено на один из дней сентября 335 года. Евсевий Кесарийский отмечает блестящую внешнюю обстановку торжества и сравнивает иерусалимское собрание с Никейским собором. С точки зрения Константина, это были сопоставимые мероприятия, так как на нём завершалось примирение арианской партии с Церковью, а сам родоначальник арианства возвращался в Церковь. Император лично свидетельствовал на основании беседы с арианами и письменного изложения ими веры их православие в своём послании. Опираясь на этот документ, евсевиане приняли их в общение и от имени собора написали об этом энциклику, предназначенную прежде всего для Египта. К ней они приложили для убедительности и послание императора и выражали уверенность, что адресаты с великой радостью примут воссоединяющихся как своих братьев и отцов.
Однако в конце 335 года Афанасий с некоторыми епископами прибыл в Константинополь. Константин, с которым он встретился, когда тот ехал верхом по улицам города, сначала не узнал его и не хотел даже слушать, когда окружающие сказали ему о нём. Афанасий просил о том, чтобы судившие его были вызваны перед лицо императора и последний сам бы выслушал его ответы судьям, на что император согласился. Суровым письмом были приглашены все участники тирского собора, однако явились только оба Евсевия, Феогнис, Патрофил, Урсакий Сингидонский и Валент Мурсийский. Вместо повторения старых они выступили с новыми обвинениями — якобы Афанасий угрожал своим влиянием задержать вывоз хлеба из Александрии. По всей видимости, император поверил им, поскольку он не стал выслушивать никаких оправданий Афанасия и приказал ему отправляться в ссылку в Трир. Возможно, таким образом он хотел сохранить религиозный мир на Востоке и уменьшить волнения, вызываемые присутствием Афанасия, так как претендовавший на александрийскую кафедру лидер антиафанасиевской оппозиции Иоанн Архаф также был сослан, и новый епископ не был назначен.
Сторонники Ария решили устроить ему торжественный приём в Константинополе. Арий подтвердил клятвой перед императором, что он держится веры так, как она изложена им письменно на основании Писания. Вечером накануне воскресного дня, в который предполагалось воссоединение, Арий скоропостижно умер. В этом обстоятельстве православные увидели суд Божий, и оно содействовало, по сообщению Афанасия, возвращению к православию многих из тех, которые были обращены. Однако обстоятельства этой смерти реконструируются только на основании написанного в 358 году письма Афанасия и не могут быть признаны исторически достоверными.

### Политическая борьба и победа арианства (325—357)

#### Крещение и смерть Константина. Возвращение Афанасия в Александрию

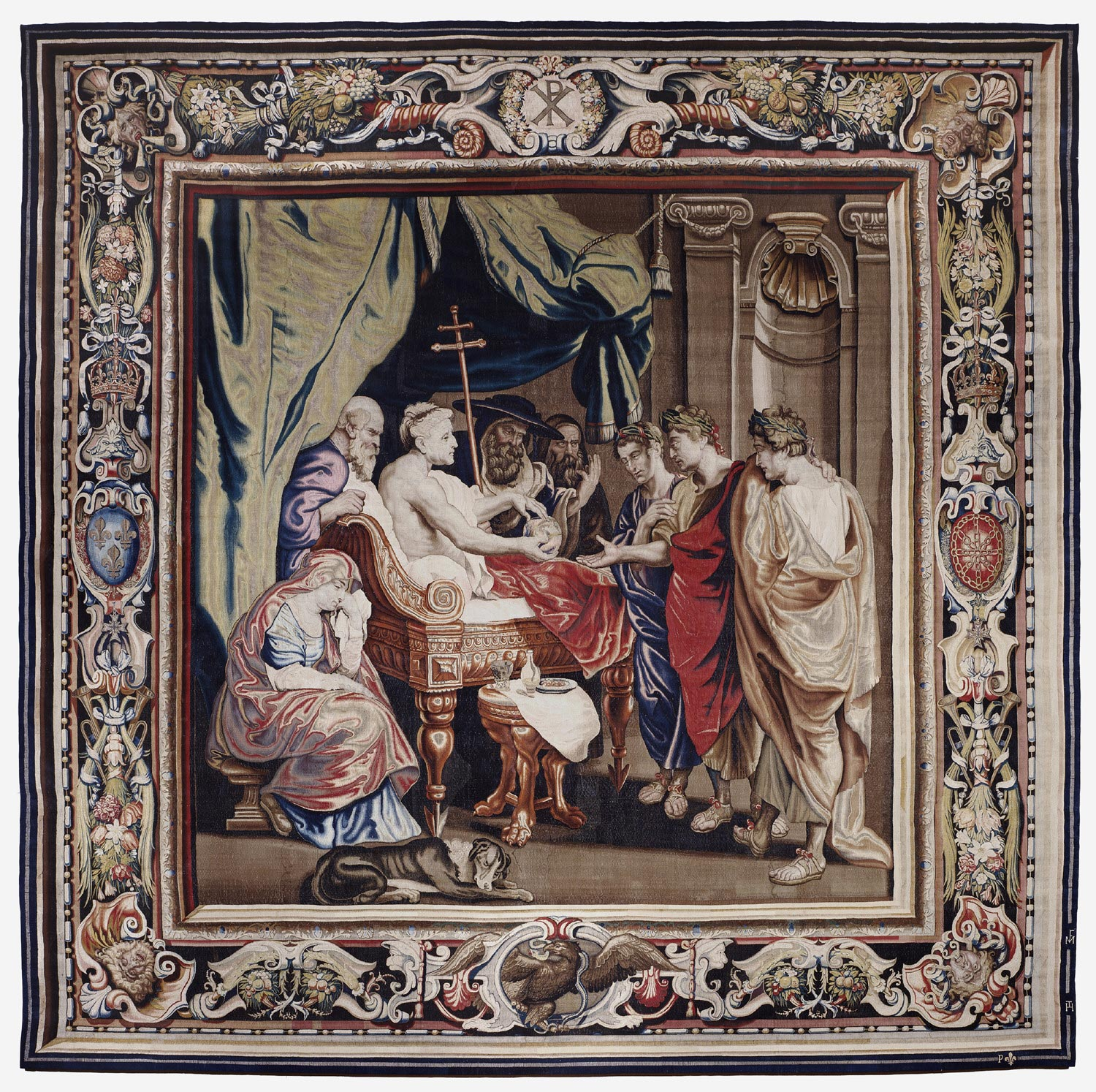
Гобелен «Смерть Константина» по эскизу П. Рубенса, серия История Константина (1622—1625)

Вскоре после этих событий Константин заболел. Вначале он лечился в банях Никомедии, затем прибег к горячим источникам Дрепана, после чего поселился на своей столичной вилле Анкирона, куда призвал нескольких епископов для принятия крещения. «По совершении священного обряда, он облёкся в торжественную одежду василевса, … а багряницы не хотел уже касаться». Иероним Стридонский в своей «Хронике» сообщает, что императора крестил Евсевий Никомедийский как епископ данного диоцеза. Вывод, который из этого делает Иероним, — что Константин таким образом продемонстрировал склонность к арианству — видимо, неверен. Более того, с течением времени его отношение к Афанасию улучшалось, и незадолго до смерти император принял решение о его возвращении из ссылки. Феодорит Кирский добавляет, что это желание было им высказано в присутствии Евсевия Никомедийского, «который всячески старался внушить ему противное».
Константин умер 22 мая 337 года. Три наследника покойного императора — Константин II, Констанций II и Констант — на встрече в Константинополе в сентябре 337 года и летом 338 года в Паннонии договорились о разделе империи. Указ о восстановлении изгнанных епископов был издан от имени трёх императоров в течение четырёх недель после смерти Константина. По мнению Т. Д. Барнса, эта инициатива исходила от Константина, которому это посоветовал проживавший в его столице — Трире — Афанасий.
Афанасий сразу же покинул Трир, но направился в Александрию не по кратчайшему пути. Возможно, в Виминациуме он встречался с Констанцием, где тот остановился по дороге на встречу с братьями в Паннонии. На своём пути Афанасий, действуя грубыми методами, устанавливал церковную власть своих единомышленников. В Константинополе он вмешался в возникший после смерти архиепископа Александра спор, в котором поддержал Павла. Констанций, вернувшийся из Паннонии, был разгневан таким самоуправством, сместил Павла и утвердил на посту константинопольского архиепископа Евсевия Никомедийского. Продвигаясь далее, Афанасий вмешался в конфликты в Сирии, Финикии и Палестине.
Афанасий прибыл в Александрию 27 ноября 337 года. К этому времени его враги уже начали подготовку к его смещению с поста александрийского епископа, проведя зимой 337/338 года собор в Антиохии, на котором были выдвинуты как старые обвинения времён Тирского собора, так и новые, появившиеся после возвращения Афанасия с Запада. Этот собор признал Афанасия виновным и назначил на его место Писта. В ответ сторонники Афанасия собрали в 338 году свой собор в Александрии, где все обвинения были отвергнуты. Папе Юлию было отправлено письмо, в котором ему сообщалось, что Пист — арианин и был посвящён Секундом Птолемаидским, что было воспринято римским епископом как обстоятельство, несовместимое с епископским саном.
События следующего года точно не датированы, и их хронология не вполне ясна. Вероятно, в этот период состоялись ещё одна встреча Афанасия и Констанция и новая серия вмешательств Афанасия в конфликты различных восточных церквей. Вернувшись в Александрию, Афанасий заручился поддержкой св. Антония, что резко увеличило его популярность в Александрии. Однако его враги зимой 338/339 года собрали новый собор в Антиохии в присутствии Констанция. На нём опять были подняты старые обвинения, и Афанасий вновь был признан в них виновным, равно как и в организации беспорядков после своего возвращения. Новым епископом собор поставил Григория Каппадокийского, который 22 марта 339 года вступил в город как епископ.
16 марта 339 года была сделана попытка ареста Афанасия, после чего он скрылся. 16 апреля того же года он бежал в Рим.

#### «Никейцы» собираются в Риме

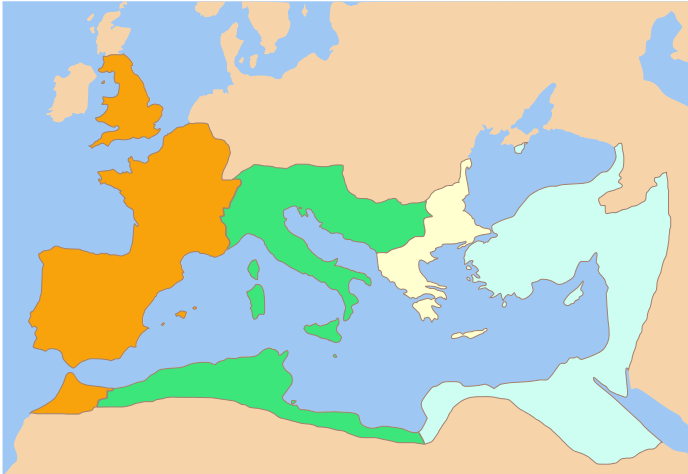
Деление империи между наследниками Константина Великого:

Афанасий Александрийский прибыл в Рим в августе 339 года. Под давлением его, прибывшего в декабре того же года Маркелла Анкирского и других изгнанных «никейцев» папа Юлий написал «евсевианам» (περὶ Εὐσέβιον) письмо, приглашая на собор весной 340 года, созываемый с целью расследования дел Афанасия и Маркелла. Евсевиане не отвечали на это письмо в течение года, частично с целью не допустить проведения какого-либо собора в Риме, частично из-за политических осложнений, затруднивших любую коммуникацию между Востоком и Западом. Именно в 340 году Константин II предпринял катастрофическую попытку сместить своего брата Константа и завладеть его частью империи, приведшую к смерти Константина близ Аквилеи. Ответ евсевиан не сохранился, но реконструируется на основании сведений церковных историков. В нём защищалась правомочность Тирского собора и его решений, указывалось, что восточная церковь уважает римский епископат, но не признаёт себя подчинённой ему. Вновь повторялись обвинения против Афанасия и Маркелла и высказывалась угроза раскола в случае, если Рим продолжит общение с ними. Отрицая претензию Рима принимать апелляции, они указывали на случаи новациан (когда не вмешивался Восток) и Павла Самосатского (когда не вмешивался Запад).
Датировка собора, созванного папой Юлием, неоднократно пересматривалась. М. Симонетти и Т. Д. Барнс называют 341 год, тогда как другие исследователи склоняются к осени 340 года. Собор, на котором присутствовало около 50 епископов, принял в общение Афанасия и Маркелла, в ставшую центром арианства Антиохию отправил легатов — пресвитеров Элпидия и Филоксена. Этот собор не оставил после себя ни протоколов, ни каких-либо дисциплинарных постановлений, а его обстоятельства подробно описаны только в трудах Афанасия Александрийского.
За собором последовала полная взаимных упрёков переписка между восточными епископами и папой, которая также известна в передаче Афанасия. В своём ответе на соборное послание евсевиане обвинили Юлия в «разжигании раскола» и в недостаточно своевременном предупреждении о проведении собора, на что Юлий ответил обвинением восточных в запрещённой Никейским собором практике перемещения епископов между диоцезами — удар, направленный непосредственно против Евсевия, сменившего никомедийскую кафедру на константинопольскую. Ариане обвинили папу в некритичном принятии версии Афанасия о «деле Исхиры», на что Юлий указал на неканоничность обстоятельств вступления Григория Каппадокийского на александрийскую кафедру, а по поводу «дела Исхиры» указал, что выводы расследования не были однозначны. Также он отметил, что Маркелл Анкирский придерживается истинного православия. Евсевианская партия в ответ предложила ему определиться, с кем он находится в общении — с ними или Маркеллом и Афанасием; выбор папы был сделан в пользу последних. Далее он сделал важное заявление о том, что занятие важнейших кафедр, основанных апостолами, таких как александрийская и анкирская, должно находиться в компетенции епископа Рима.
Последнее из указанных писем папы получило диаметрально противоположные оценки современных исследователей. В частности, отмечалась беспрецедентность характера вмешательства папы в дела восточных церквей и его попытки оспорить решение собора; между 227 и 335 годами никто не обращался с апелляцией в Рим. По мнению Р. Хэнсона, оставаясь на интеллектуальной периферии данного спора, западные епископы не предприняли серьёзных усилий, чтобы разобраться в сути конфликта. Вмешательство Запада дало дополнительные возможности для сил на Востоке, желавших изменить Никейское вероопределение. Признание православным близкого к савеллианству Маркелла также усиливало беспокойство на Востоке. Согласно Хэнсону, именно с этого послания Юлия начинается арианский спор, главными причинами которого стали интриги Евсевия Константинопольского, оппортунизм Юлия Римского и поведение Афанасия Александрийского.

#### Антиохийский собор 341 года
Не известно точно, состоялся собор «евсевиан» в Антиохии по случаю освящения золотой базилики раньше или позже собора в Риме. Он не был очень представительным — 97 его участников представляли чуть больше трети политически активных диоцезов государства Констанция. Среди участников были Евсевий Никомедийский, его давние (Марий Халкидонский, Наркисс Неронийский, Патрофил Скифопольский) и недавние (Македоний Мопсуестийский, Феодор Гераклейский, Дианий из Кесарии Каппадокийской) соратники, заменившие Афанасия и Маркелла Григорий Каппадокийский и Василий Анкирский, преемник недавно умершего церковного историка Акакий Кесарийский, Евдоксий Германикийский, Евсевий Эмесский и Георгий Лаодикийский. Важный возможный сторонник «никейцев» Максим Иерусалимский в соборе не участвовал.
Это собрание епископов, самое представительное со времён Никейского собора, продемонстрировало согласие в двух основных вопросах: отказ в ответ на требования папы Юлия и осуждение учения, приписываемого Маркеллу Анкирскому. На нём были сформулированы четыре догматические формулы (четыре символа веры). В первой из них, отметая подозрения в арианстве, участники собора утверждают, что они «… и не думали быть последователями Ария. Как мы, епископы, последуем пресвитеру? Мы испытали и исследовали веру Ария и его приняли в своё общение, а не сами к нему присоединились. Мы не держимся никакой другой веры, кроме переданной от начала». Содержательная часть формулы выражалась словами: «И во единого Сына Божия Единородного, сущего (ὑπάρχοντα) прежде всех веков, и сосуществующего (συνόντα) родившего Его Отцу». Против учения Маркелла о конечности Царства Сына была направлена фраза «Он пребудет царём и Богом во веки». Эта формула содержалась в письме папе Юлию, составленному в начале собора, вероятно, в середине марта 341 года, содержание которого реконструируется на основании последующего ответа из Рима, трудов Афанасия и Сократа Схоластика. Большая часть письма была посвящена отрицанию претензий папы на исключительное положение римского епископа и отстаиванию равенства епископов независимо от политического веса их епархий.
Однако основным достижением собора стала другая богословская формула, утверждающая «неотличимость (др.-греч. ἀ-παράλλακτος) образа» Сына, сами участники собора назвали его «Символ Лукиана». Если первый символ веры был быстро забыт, то второй, «Символ Лукиана» впоследствии неоднократно цитировался, начиная с современника событий св. Илария Пиктавийского, назвавшего принявший её собор «собором святых», он был зачитан рядом последующих соборов, включая Халкидонский, и подтверждён рядом римских пап — Иоанном II, Захарией и Львом IV. Однако то обстоятельство, что этот символ был составлен без учёта Никейского символа с намерением его заменить, и то, что некоторыми канонами собора осуждался Афанасий, привело к появлению различных теорий, пытающихся согласовать эти, как представлялось, противоречия. Среди выдвигавшихся теорий были версии о том, что в Антиохии было два собора, православный и арианский, или что второй антиохийский символ был принят ещё в 332 году. По мнению немецкого теолога К. Й. фон Гефеле, идентификация Афанасием «евсевиан» как «ариан» не являлась препятствием для принятия ими православного символа веры.
Помимо указанных, был принят ещё один, третий, символ веры, написанный епископом Тианским Феофронием, заканчивающийся осуждением Маркелла Анкирского, Савеллия и Павла Самосатского и всех, находящихся с ними в общении, что было явно направлено против папы Юлия. Только после этого были отпущены легаты Элпидий и Филоксен, которым было объявлено, что в Рим на собор никто не поедет. Через несколько месяцев после собора, после смерти Евсевия Константинопольского, был составлен и отправлен императору Константу очередной, четвёртый, составленный в примирительных выражениях символ веры, призванный, по мнению В. В. Болотова, скрыть факт отступления от Никейского символа. Несмотря на указанный характер формулы, привёзшие её епископы не были приняты в Трире епископом Максимином.

#### Краткое торжество «никейцев». 343—350 годы
Ещё ранее, чем послы папы вернулись в Рим, на Западе распространился слух, что на Востоке меняют веру. Тогда Констант потребовал от Констанция, чтобы был созван вселенский собор в западной части империи. В результате собор был созван в Сердике в 343 году. На нём присутствовало 94 или 96 западных епископов и 76 восточных.

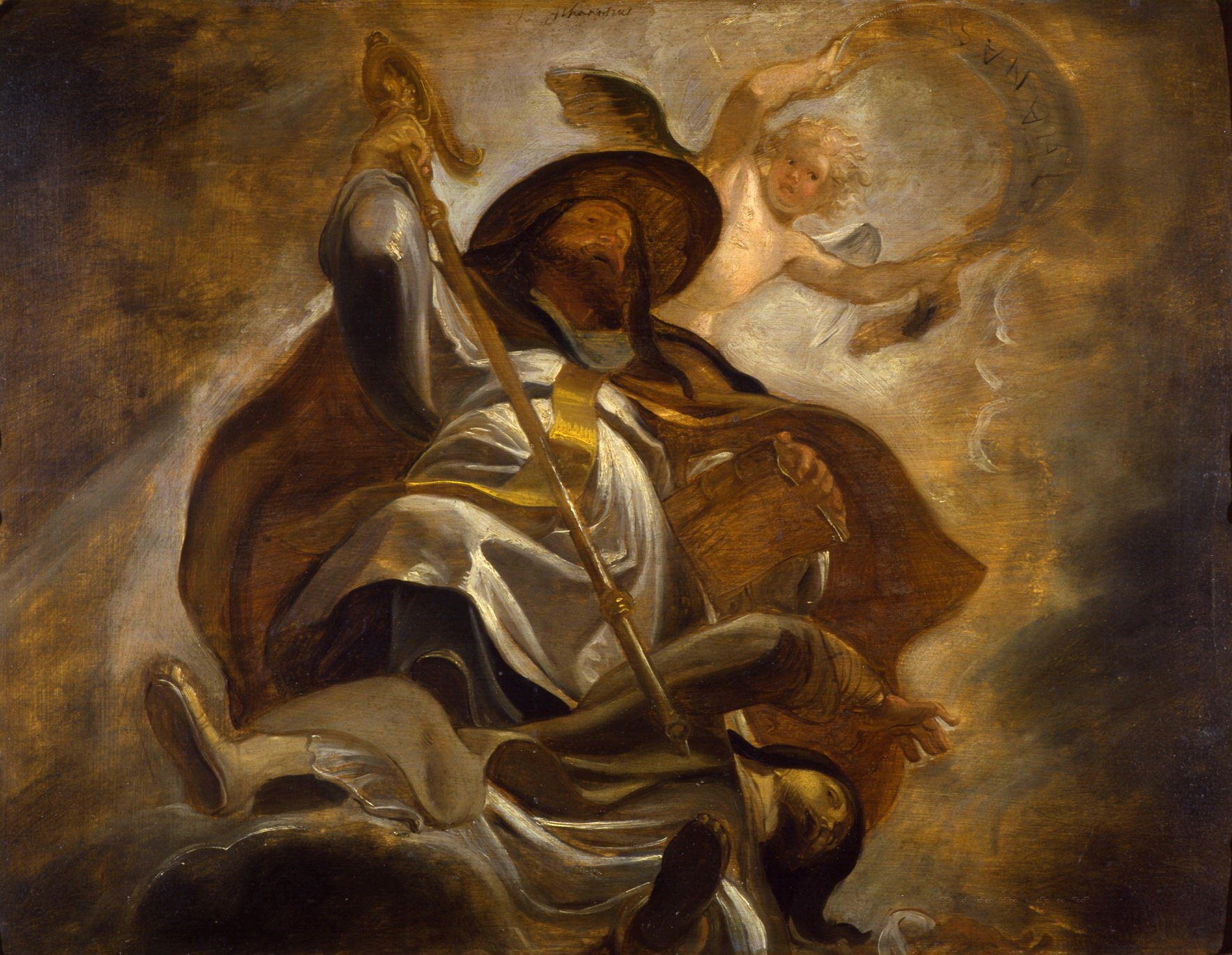
Св. Афанасий, одерживающий победу над Арием. П. П. Рубенс, 1620 год

Обнаружив себя в меньшинстве и не имея возможности оказывать давление через светскую власть, восточные епископы решили действовать сплочённо. Они поселились в одном доме и вели замкнутый образ жизни. Их позиция по поводу Афанасия была непреклонна: они настаивали на применении к нему правила, что епископ, низложенный собором, может быть восстановлен только бо́льшим собором. Несмотря на требования председательствовавшего на соборе Осия Кордубского о пересмотре дела, восточные препятствовали допуску Афанасия на собор не только в качестве участника, но и как подсудимого. Противореча себе, они утверждали, что никакой собор не может пересматривать постановления другого собора, в том числе потому, что многие участники инкриминируемых Афанасию событий уже умерли. Их предложение направить в Мареотиду комиссию для повторного расследования не было принято. В результате, не достигнув согласия, восточные отцы ночью покинули Сердику, за исключением трёх епископов незначительных кафедр. Остановившись в Филиппополе, они составили там свой собор, на котором объявили низложенными 9 епископов противоположной стороны, включая Афанасия, Маркелла, Осию и папу Юлия. Последний был низложен как «первоначальник и вождь этого зла, который первый, вопреки церковным правилам, отверз дверь общения осуждённым и преступным и имел дерзость поддерживать Афанасия».
В свою очередь, западные отцы открыли свои заседания в Сердике. Вопреки первоначальным намерениям, по настоянию Афанасия, они не стали принимать собственный символ веры, а ограничились подтверждением Никейского. Также они подтвердили невиновность Афанасия, Маркелла, Григория Александрийского и Василия Анкирского, не признали епископами и низложили Стефана Антиохийского, Акакия Кесарийского и других вождей ариан. Послы с соборными постановлениями были отправлены на Восток и достигли Антиохии в апреле 344 года. Стефан Антиохийский пытался отделаться от послов неблаговидным образом, однако его замыслы были раскрыты, и весь позор обратился на самого Стефана. Дело рассматривалось при дворе, после чего Констанций созвал собор, который лишил Стефана сана, а на его место избрал Леонтия. Для очищения восточных от подозрений в арианстве была принята так называемая V антиохийская формула, сходная со второй. Особая делегация из четырёх епископов была назначена отвезти этот символ на Запад. На соборе в Милане в 346 году от них потребовали с большей определённостью осудить Ария. Те не согласились и покинули собор. Этот же собор осудил ересь Фотина — осуждённого также и на Востоке ученика Маркелла Анкирского.
Тем временем Констант, угрожая войной, потребовал от своего брата исполнения решений Сардикийского собора на Востоке, в первую очередь, в части восстановления Афанасия. 26 июня 345 года умер Григорий Каппадокийский, и препятствий для этого больше не было, александрийская кафедра была вакантна. Афанасий явился только после третьего письменного приглашения императора, и 21 октября 346 года вступил в Александрию. На своём пути он встретился в Антиохии с императором, который отпустил его в Александрию с письмом к епископам и пресвитерам, извещающим их о восстановлении Афанасия в его правах. Как следствие, формально получили права на свои бывшие кафедры Павел Константинопольский и Маркелл Анкирский. Павел вернулся в Константинополь, однако вскоре Констанций приказал изгнать Павла из столицы, а Маркелл не смог воспользоваться этой возможностью, поскольку его преемник Василий был ещё жив.
В результате на некоторое время установился церковный мир. Афанасий рассылал свои традиционные послания, главные из его оставшихся в живых врагов, Урсакий Сингидонский и Валент Мурсийский, раскаялись. Собор западных епископов в Милане в 348 году подтвердил Никейскую веру и хотел отсечь от церкви епископов, уже ранее осуждённых за общение с арианами или за клевету на Афанасия. К таковым принадлежали Урсакий и Валент. Видя неминуемую опасность, они подали собору либеллус, в котором анафематствовали «еретика Ария и защищавших его», и обратились с письмом к Юлию, признавая «ложью и измышлением» всё, что они свидетельствовали раньше об Афанасии. У папы они просили покровительства в том случае, если бы Афанасий и восточные стали требовать их на суд за клевету. Самому Афанасию они также писали, уверяя его в желании иметь с ним мир и прося его ответить на послание. Собор и папа оказали им снисхождение.
Однако этот мир обусловливался исключительно политическими обстоятельствами и закончился со смертью Константа в начале 350 года.

#### Церковная политика Констанция в 340—350-е годы

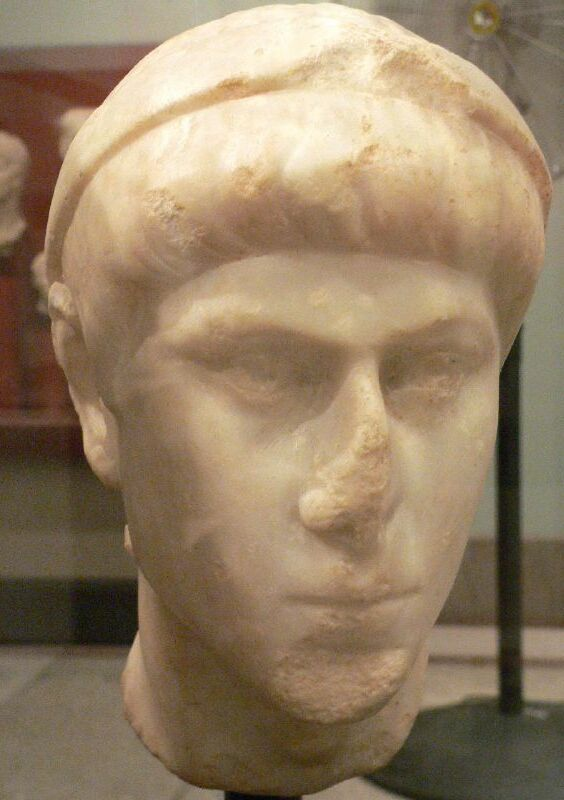
«…Христианскую религию, которую отличает цельность и простота, он [Констанций II] сочетал с бабьим суеверием. Погружаясь в толкования вместо простого принятия её, он возбудил множество споров, а при дальнейшем расширении этих последних поддерживал их словопрениями. Целые ватаги епископов разъезжали туда и сюда, пользуясь государственной почтой, на так называемые синоды, стремясь наладить весь культ по своим решениям. Государственной почте он причинил этим страшный ущерб»

В результате соборов первой половины 340-х годов окончательно оформился церковный раскол западных омоусиан (сторонников решений Первого Вселенского собора) и восточных противников никейского учения о единосущии. В таких условиях император Констанций решил принять деятельное участие в церковной борьбе с целью достижения канонического мира и догматического единомыслия. Непосредственным поводом для вмешательства стал Сардикийский собор 343 года, который продемонстрировал императору, насколько далеко простираются канонические притязания римских епископов, которых воспринимают на Западе в качестве третейских судей, способных рассматривать любое каноническое дело в обход даже поместных соборов. Констанций опасался, что тем самым папа заслонит фигуру императора в правовом сознании христиан. Кроме того, под влиянием своих духовников Урсакия и Валента он видел в непримиримости «никейцев» главное препятствие на пути к церковному миру. Именно их вероучение привело к возрождению монархианского динамизма в богословии Фотина, неповиновению Афанасия и независимой позиции папы Юлия.
Начиная с середины 340-х годов, Констанций приступил к ликвидации указанных препятствий на пути к церковному единству в том виде, как он его понимал. 22 июня 346 года и 17 июня 348 года он лично присутствовал на проходивших в Милане соборах, которые стали важным этапом на пути развития арианского конфликта. К этому же периоду относятся законы Констанция, которыми была сделана попытка выделить клириков в особую социальную группу при помощи многочисленных экономических привилегий. По мнению исследователей, император, таким образом, полагал, что получает возможность вмешиваться во внутренние церковные дела на правах покровителя Церкви.
После гибели в январе 350 года Константа и победы над узурпаторами 13 августа 353 года Констанций стал единодержавным правителем Востока и Запада. В 351 или 352 году в Антиохии состоялся собор, опротестовавший возвращение Афанасия. Когда Констанций в 351 году был в Сирмии, там в его присутствии состоялся собор, на котором Фотин был осуждён в пятый раз и, наконец, изгнан. На его место был назначен арианин Герминий. Этим же собором была принята вероучительная формула, совпадающая с четвёртой антиохийской, к которой было добавлено 26 анафематизмов.
В октябре 353 года в присутствии Констанция состоялся собор в Арелате. На нём император потребовал и добился заочного осуждения Афанасия. Оставшийся непреклонным Павлин Трирский был сослан во Фригию, а несколькими годами раньше был сослан Павел Константинопольский.
На Арелатском соборе присутствовал и принял участие в осуждении Афанасия легат недавно избранного папой Либерия. Узнав об этом, Либерий резко осудил поступок своего легата и, демонстрируя независимость Римской церкви от императора, потребовал отмены приговора в отношении Афанасия. С этой целью он настаивал на собрании большого синода, который бы также подтвердил истинность никейского учения о единосущии. Протестовавший против вмешательства императора Осий Кордубский был задержан в Сирмии и не принял участия в соборе. Не известно точно, сколько присутствовало епископов на Медиоланском соборе 355 года, но вряд ли их было достаточно для задуманного папой масштабного мероприятия. Этот собор привёл к результатам, аналогичным предыдущим. Отказавшиеся осудить Афанасия епископы — Дионисий Миланский (на его место был назначен не знающий латинского языка Авксентий, протеже Григория Александрийского), Евсевий из Верчелли и Люцифер Калаританский — были смещены и сосланы. Большинство собора согласилось с требованиями императора и восстановило общение с Востоком, прерванное в Сардике.
За отказ войти в общение с арианами и осудить Афанасия был отправлен в ссылку Либерий. 6 января 356 года была сделана попытка задержать Афанасия в Александрии с помощью армии, однако тому удалось скрыться.
Узнав о постановлениях Медиоланского собора, Иларий Пиктавийский возглавил оппозицию арианству в Галлии. Он собрал антиарианский собор в Пиктавах, от лица которого составил гневное послание Констанцию. Решением этого собора были отлучены от церковного общения омии Урсакий Сингидунский, Валент Мурсийский и Сатурнин Арелатский. Весной 356 года при поддержке Констанция Сатурнин Арелатский в ответ на Пиктавийский собор организовал собор в Биттере, результатом которого стало осуждение Илария и Родания Тулузского. Ввиду того, что проязычески настроенный Юлиан, находившийся тогда в Галлии, восхитившись ораторским талантом Илария, не позволил арианам произвести его арест, сам Иларий и его сторонники смогли вернуться в свои диоцезы. Однако затем они были схвачены и сосланы на Восток по приказу Констанция.
Окончательно торжество арианства проявилось в принятой в августе 357 года II сирмийской формуле, подписанной сосланным годом ранее Осием Кордубским и арианином Потамием Олизиппонским. Этот, по выражению В. В. Болотова, «манифест арианской партии» утверждал, что все вопросы, связанные с «единосущием» или «подобием», выше человеческого ума и поэтому не должны рассматриваться. Возможно, эту формулу подписал также и утомлённый изгнанием Либерий. Участие в этом событии Осия Афанасий впоследствии объяснял его слабостью вследствие чрезвычайно преклонных лет.

### Внутреннее разложение и поражение арианства (357—381)

#### Разделение ариан на фракции

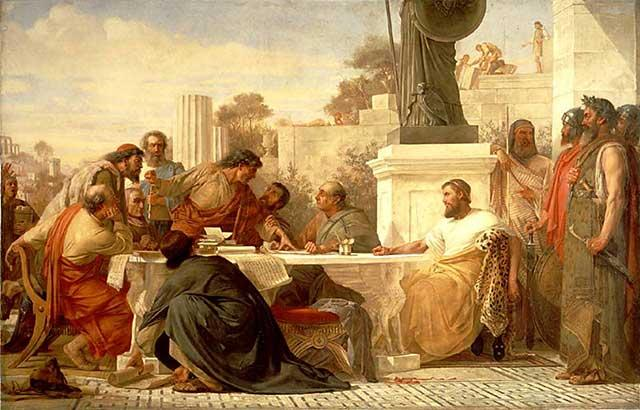
Юлиан Отступник среди сектантов. Э. Армитидж, 1875. «…Он созвал во дворец пребывавших в раздоре между собой христианских епископов вместе с народом, раздираемым ересями, и дружественно увещевал их, чтобы они предали забвению свои распри и каждый, беспрепятственно и не навлекая тем на себя опасности, отправлял свою религию. Он выставлял этот пункт с тем большей настойчивостью в расчёте, что когда свобода увеличит раздоры и несогласия, можно будет не опасаться единодушного настроения черни. Он знал по опыту, что дикие звери не проявляют такой ярости к людям, как большинство христиан в своих разномыслиях»

Крайнее течение арианства представляло собой аномейство, учившее о неподобии Сына Отцу. Это учение не отличается по содержанию от того, чему учил Арий, а именно о неподобии Сына Отцу по всему (ἀνόμοιος κατὰ πάντα). Непримиримые последователи Аэция и его ученика Евномия, аномеи не вступали ни в какие сделки с другими партиями и не принимали декретов придворных ариан. С их точки зрения, и сам Арий, представивший свой символ веры Константину, не был достаточно православен. Аэций отказался принять посвящение от Секунда Птолемаидского на том основании, что тот скомпрометировал себя, общаясь с омоусианами. Евномий принял рукоположение от Евдоксия, предварительно подвергнув тщательной проверке догматику последнего. Евномий перекрещивал приходящих к нему не только омоусиан, но и ариан других толков. Современные исследователи признают употребление термина «аномеи» («неподобники») некорректным и называют Аэция и его последователей «неоарианами».
Более умеренные омии, или акакиане, соглашались на признание подобия Сына Отцу или без точного обозначения пункта сходства, или с отрицанием подобия по существу. В рассматриваемый период лидерами этой партии были архиепископы Константинопольские Евдоксий (360—370) и Демофил (370—380).
Наиболее близкие к «никейцам» омиусиане утверждали, что Сын совершенно подобен отцу и по самому существу. Среди представителей этого течения наиболее заметны Дианий Кесарийский и Василий Анкирский, по имени которого эту партию называли также «василианами». Термин омиусиане применительно к группе сторонников Василия Анкирского впервые употребил Епифаний Кипрский в своём «Панарионе» в середине 370-х годов. Общим названием «василиан» и отколовшихся от них сторонников константинопольского епископа Македония («македониан») является термин «полуариане».
Однако в этот период даже граница между «никейцами» и «арианами» не была непреодолима. Так, о епископе Кесарии Каппадокийской Диании, председательствовавшем на низложившем Афанасия антиохийском соборе, активном участнике арианского собора в Филиппополе и покровителе Астерия, почтительно отзывался один из отцов Церкви Василий Великий. Арианский архиепископ Антиохии Леонтий, посвятивший в диаконы Аэция, был вынужден проводить гибкую политику. Желая сохранить общение с православными, он запретил Аэцию священнодействовать.

#### Внутренняя борьба среди ариан
После смерти в 357 году или позднее Леонтия на антиохийскую кафедру вступил Евдоксий, который начал энергично очищать свой клир от василиан и сделал попытку восстановить в диаконском сане Аэция. Вскоре он собрал в Антиохии собор, на котором присутствовали Акакий Кесарийский и Ураний Тирский, и осудил как «единосущие», так и «подобосущие». Рассмотрев II сирмийскую формулу, собор признал её вполне удовлетворительной и поблагодарил её авторов: Валента, Урсакия и Герминия.
Епископ Лаодикийский Георгий обратился с окружным посланием к остальным епископам Востока и уведомил их о таком решении Антиохийского сбора. Первым на это послание откликнулся Василий Анкирский. 12 апреля 358 года он созвал в Анкире собор, на котором и прочитал послание Георгия. Собор составил и направил епископам Финикии и других епархий обстоятельное письмо, в котором констатировал, что, несмотря на одержанные победы над «еретиками», «опять слышно о новшествах, о скверных новоглаголаниях против истинного присного сыновства Единородного». Послание завершалось 18-ю анафематизмами против аномеев и единосущия. Также собор направил депутатов к Констанцию. Посланники действовали настолько успешно, что Констанций взял назад свою грамоту об утверждении Евдоксия. В результате Евдоксий и ещё 70 епископов были отправлены в тюрьму. В результате среди ариан восторжествовали омиусиане, и была составлена III сирмийская формула.
Сосланные епископы-ариане при помощи своих оставшихся сторонников смогли добиться у Констанция разрешения на созыв вселенского собора. Однако они понимали, что в условиях, когда на Востоке большинство было согласно с тем, что Сын «по существу» подобен Отцу, а на Западе большинство было верно Никейскому собору, результат будет не в их пользу. Поэтому ими было принято решение провести два собора. Местом проведения собора на Востоке была избрана Селевкия Исаврийская. Перед этим собором была принята IV сирмийская формула. В ней, помимо прочего, Сын назывался подобным Отцу «во всём» (κατὰ πάντα), а термин οὐσία не использовался. Эта формула была представлена императору 22 мая 359 года и, поскольку в ней обозначена дата составления, известна также как «датированная вера». Во время представления выяснилось, что Валент опустил слова «во всём», на что император лично обратил внимание и заставил его внести исправления. Также на этом мероприятии в очередной раз возник спор о том, содержится ли в Священном Писании слово οὐσία, о котором василиане доказывали, что если оно буквально и не содержится, то содержится в нём по смыслу. Урсакий, Валент и другие отправились с этой формулой в Аримин. Там уже собралось, по различным оценкам, до 400 епископов, из которых около 200 было омоусиан. Последние, желая продемонстрировать свою независимость от императорского двора, отказались принять государственные деньги за проезд. К началу заседаний в Аримин прибыли приближённые к Констанцию лидеры омиев, а именно Урсакий Сингидунский, Валент Мурсийский, Авксентий Медиоланский, Демофил Берийский и Гай Сабарийский, которые стали требовать от собравшихся подписать IV Сирмийскую формулу. 21 июля 359 года западные прелаты заявили арианам, что они собрались с намерением подтвердить никейскую веру, и низложили посланников как еретиков, после чего отправили 10 послов к императору. Столько же отправили и ариане.
27 сентября 359 года начался собор в Селевкии. На него явилось до 160 епископов, из которых 110 было василиан. Сразу же после открытия среди участников начались споры относительно того, какой символ веры надо принять, приведшие к тому, что василиане низложили 9 главных акакиан, включая Акакия и Евномия, и 9 отлучили. На место Евдоксия они избрали антиохийским епископом Аниана, которого местный комит тут же отправил в ссылку. В результате каждая из партий отправила императору по 10 послов.
Скрывающийся в Фиваиде Афанасий, узнавший об этих событиях, до этого не интересовавшийся внутренними конфликтами ариан, написал по этому случаю сочинение «Послание о Соборах, бывших в Аримине и Селевкии», в котором он признавал василиан как братьев и доказывал им, что их опасения перед словом ὁμοούσιος напрасны.
Каждый из четырёх состоявшихся соборов стремился заручиться поддержкой императора. Когда ариминские депутаты прибыли ко двору, находившемуся в то время в Адрианополе, с просьбой об утверждении результатов своего собора и его роспуске, им заявили, что император их принять не может и просили подождать. Затем их попросили переехать в небольшой город Нике, где после длительного бесплодного ожидания 10 октября они подписали «датированную веру». Немногие упорствовавшие были убеждены специально приехавшим из Аримина Валентом, после чего ариминские отцы разъехались в убеждении, что они не отступили от никейской веры.
Затем перед лицом императора в Константинополе состоялись прения между василианами и акакианами, прибывшими из Селевкии. Результатом стали осуждение Аэция, сосланного во Фригию, и анафематствование аномейства. Однако из-за того, что василиане отказались произвести анафему на ὁμοιούσιος (или на ὁμοούσιος, если верить Феодориту Кирскому), милость императора перешла к акакианам. Василиане вручили ариминским делегатам послание, которым извещали западных о появлении аномейства. Парижский собор осудил ариан и ответил восточным сочувственным посланием. После этого результаты Ариминского собора перестали быть актуальными для галльских диоцезов.
После победы акакиан (омиев) они смогли провести в 360 году выгодный для себя собор в Константинополе, приуроченный к освящению церкви Св. Софии. На нём ещё раз была пересмотрена IV сирмийская формула, и опасное выражение «по всему» было исключено. Обнаружив, что противоположная партия, пожертвовав словом οὐσία, начала использовать слово ὑπόστασις («ипостась»), омии запретили использование его применительно к Отцу, Сыну и Святому Духу. По различным каноническим обвинениям были низложены Макарий Константинопольский, Василий Анкирский и ещё 9 лидеров омиусиан.
Однако то, что Акакий пожертвовал Аэцием, оттолкнуло от него строгих ариан. Им было дано 6 месяцев на примирение, однако это не помогло. Епископам рассылали константинопольскую формулу и несогласных ссылали, чем пополняли ряды этих несогласных. Чтобы усилить свои позиции, Акакий добился ряда назначений своих сторонников в ключевые епархии. Одним из них стал Мелетий Антиохийский, избрание которого ариане вскоре признали ошибкой — в результате он был сослан, после чего в Антиохии начались беспорядки, и появилось несколько конкурирующих иерархий. Это ознаменовало окончательный распад «арианской лиги».
Пользуясь беспорядками в Риме, где вели борьбу папа Дамасий и антипапа Урсин, Авксентий Медиоланский занимался распространением омийства в Италии. Кроме того, защитники омийства оказались в Венеции и Галлии.

#### После смерти Констанция. 360-е годы
3 ноября 361 года император Констанций умер в Киликии, и его преемником стал Юлиан. Одной из его мер по отношению к догматическим партиям было разрешение всем сосланным при Констанции епископам вернуться в свои города. Однако правительство не взяло на себя задачу возвращения их на прежние кафедры, предоставив епископам решать эту задачу самим. 21 февраля следующего года Афанасий вернулся в Александрию. Его предшественник Георгий Каппадокиец ещё в 358 году был изгнан горожанами, скитался на Востоке, в 361 году вернулся, но, быстро восстановив против себя как христиан, так и язычников, был убит 4 декабря. В августе 362 года Афанасий организовал собор, на котором рассматривались три вопроса: о принятии в общение ариан, которые желали оставить ересь, — от них требовалось принятие Никейского символа веры и анафемы на тех, кто признавал Святого Духа тварью; о зарождающемся аполлинарианстве; о расколе в Антиохии. Последний вопрос, однако, вызвал некоторый раскол среди православных, не выработавших единую позицию по расколу в Антиохии. В результате Люцифер Калаританский, недовольный мягкостью собора в отношении к арианам, образовал особое схизматическое общество люцефериан.
В 363 году под председательством Мелетия Антиохийского состоялся собор из 27 епископов, которые заявили о своей приверженности Никейскому собору, хотя и со специфическим истолкованием слова ὁμοούσιος. Во всяком случае, участники внесли в соборный акт сам текст Никейского символа, подписали его и отправили к императору Иовиану. Под актом подписался и Акакий Кесарийский.
Другая часть василиан (македониане), отвергая и «никейскую», и «константинопольскую» веру как опасные крайности, предпочла придерживаться среднего пути, как это было определено на Антиохийском соборе 341 года. В 364 году, в начале царствования Валентиниана I, представители этой партии явились к императору и просили дозволения собраться на собор, на что император заявил, что догматические вопросы это не его дело, а епископов. Тогда они собрались на собор в Лампсаке, продолжавшийся два месяца. На нём было постановлено все решения Константинопольского собора 360 года считать недействительными, держаться веры антиохийских отцов и исповедовать Сына подобным Отцу по существу. Тем временем Валентиниан отбыл на Запад, и восточным августом остался Валент, ставший на сторону омиев. Поэтому, когда послы Лампсакского собора представили Валенту свои решения, он предложил им вступить в общение с Евдоксием Константинопольским, а когда те на это не согласились, то отправил их в ссылку. Это заставило македониан искать себе поддержки на Западе и вступить в общение с папой Либерием, для чего им пришлось подписать Никейский символ веры.
На этот период приходится деятельность Василия Великого, возглавлявшего партию мелетиан или «младших никейцев». Его усилиями была разработана новая терминология, чётко различающая «сущность» как общее и «ипостась» как частное. С точки зрения Афанасия, прошлое мелетиан должно было казаться, по мнению В. В. Болотова, не достаточно чистым. Они были преемниками тех, для кого дело Афанасия Великого и дело православия были различны. В этой связи целью, к которой стремились «младшие никейцы», было признание от «старших» как православных, а не как раскаявшихся еретиков. И эта цель была ими достигнута — «Собор 97 антиохийских отцов», наряду с Сардикийским, признаётся одним из 9 Поместных соборов Православной Церкви.
Весной 365 года был издан рескрипт, предписывающий удалить с кафедр епископов, низложенных при Констанции и возвратившихся к своим церквям при Юлиане. Сам император, отправившийся на Восток, в связи с возможной опасностью со стороны персов, изгнал из Антиохии Мелетия и заставлял всех под страхом наказания вступать в общение с Евзоием (омием), хотя Павлина (из евстафианской группы) он не тронул. В Александрии рескрипт был получен 5 мая, но Афанасий, поддерживаемый населением, бежал из города только 5 октября. Восстание Прокопия заставило императора просить Афанасия вернуться к управлению церковной жизнью Александрии.

#### Мелетиане устанавливают общение с Западом
С 370 года, после окончания войны с готами, снова начались гонения на не-омиев. По рассказу Сократа Схоластика, когда император находился в Никомедии, к нему прибыло посольство из 80 пресвитеров, жаловавшихся на притеснения со стороны ариан в Константинополе после того, как епископом стал Димофил. По приказанию Валента они были преданы смерти путём сожжения на корабле, отправленном в открытое море. По всей видимости, лежащий в основе этих событий реальный факт был преувеличен историком.
Медленно продвигаясь через Анкиру (июль 371 года) и Кесарию (6 января 372 года) к Антиохии (апрель), Валент через угрозы и убеждения склонял на своём пути епископов к принятию омийского исповедания. В Кесарии произошла его встреча с Василием Великим, который хотя и остался на своей кафедре, но подвергался нападкам со стороны радикального монашества за позицию, скорее политическую, чем православную. В Антиохии был изгнан Мелетий, из Александрии был вынужден бежать преемник Афанасия Пётр, и там утвердился Лукий. В 374 году был сослан Евсевий Самосатский и в следующем году Григорий Нисский.
Репрессивные меры правительства на Востоке заставляли гонимых при Валенте обращаться за помощью на Запад. Однако бывший в то время папой Дамасий (366—384), в отличие от Либерия, принявшего в общение даже македониан, не обнаруживал аналогичной терпимости. В 369 году он созвал в Риме собор для осуждения арианина Авксентия Медиоланского. Тем не менее, Авксентий продолжал управлять миланской кафедрой вплоть до своей смерти в 374 году. В 375 году на небольшом соборе в Риме был анафематствован Лукий, а на другом соборе в 378 году он попытался анафематствовать арианского епископа Пармы Урбана, также оставшегося на своей кафедре. Примерно в то же время появился «Томос Дамаса», представлявший собой анафематствование всех тех, кто не признаёт безоговорочно догмат о единосущии.
В первый раз Василий отправил послание Дамасию через антиохийского диакона Дорофея. Описывая бедствия Восточной церкви, он просил папу прислать на Восток своих послов, которые содействовали бы умиротворению церквей и определили бы точнее, с кем из западных им нужно быть в общении. В Риме, вероятно, обиделись недостаточным уровнем посольства и отправили с ответом одного лишь медиоланского диакона Сабина, привезшего лишь постановление Римского собора 369 года. С возвращающимся на Запад Сабином Василий передал несколько писем к иллирийским, галльским и италийским епископам, в которых вновь описывались бедствия, постигшие восточных христиан. Эти письма также не возымели успеха. Взамен в Риме составили и передали текст письма, которое должны были переписать и вновь отправить с соответствующим посольством восточные. Условие, состоявшее в организации посольства, находящиеся под постоянным контролем правительства восточные исполнить не могли. Только в ответ на письмо от 376 года, возможно, под влиянием Амвросия Медиоланского, был дан относительно благоприятный ответ, дающий надежду на готовность Запада приступить к решению восточных дел. В следующем году Василий вновь написал письмо в Рим. В нём он просил, чтобы если уж посольство, о котором раньше постоянно шла речь, не состоится ещё долгое время, то пусть западные, по крайней мере, определённее выскажутся против заблуждений, которые необходимо отвергать, а именно — назовут поимённо их представителей, с которыми никто не должен быть в общении. Ответ, составленный Римским собором 378 года, сохранился только в части изложения веры.
Переписка восточных православных, начатая при Василии Великом, завершилась Антиохийским собором, состоявшимся после смерти Василия в царствование Феодосия Великого в 379 году. На нём под председательством Мелетия собрались 153 епископа и подписали упомянутые послания римских соборов. Более точных сведений об этом соборе не сохранилось. Он ясно свидетельствовал об окончательном объединении восточных под знаменем Никейского символа веры и устранил всякие подозрения относительно чистоты их православия со стороны западных.

#### Деятельность Амвросия Медиоланского
Со смертью «старого арианского лиса» Авксентия Медиоланского в 374 году окончательный триумф православия в Северной Италии был неизбежен. Не известно точно, при каких обстоятельствах Амвросий стал епископом Милана, но вскоре он проявил себя как главный защитник никейского православия, добившись, в частности, возвращения в Милан останков епископа Дионисия, сосланного при Констанции II и умершего в Кесарии Каппадокийской.
После Римского собора 378 года Амвросий сплотил вокруг себя верных омоусианству иерархов, рассчитывая с помощью политических и канонических процедур добиться окончательного поражения ариан. Уже перед Римским собором 378 года он вступил в интенсивную переписку с императором Грацианом. В результате 3 августа 378 года император отменил изданный им в Сирмии эдикт о веротерпимости и провозгласил запрет на деятельность еретиков, под которыми понимались, в том числе и ариане.

#### Второй Вселенский собор

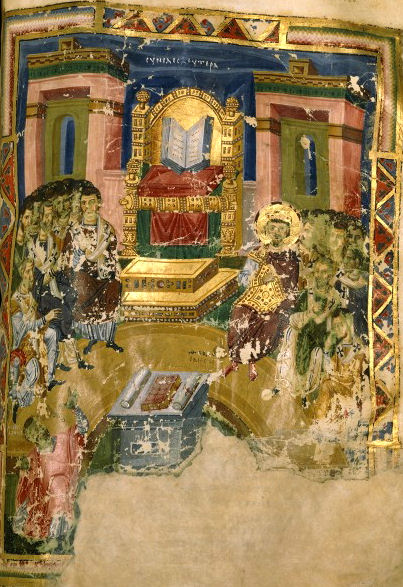
Второй Вселенский Собор, миниатюра IX века к сочинениям Григория Богослова

24 ноября 380 года в Константинополь прибыл император Феодосий, годом ранее принявший крещение — в отличие от своих предшественников, совершавших этот обряд перед смертью. Испанец родом, он не разделял арианских взглядов, и, прибыв в столицу, он потребовал от епископа Димофила, чтобы тот либо принял Никейский символ, либо оставил кафедру. Димофил, объявив, что власть императора простирается на церкви как здания, перенёс свои богослужения за городскую черту. Император лично ввёл Григория Богослова в Церковь Святых Апостолов, бывшую тогда кафедральным собором. Однако Григорий, не довольствуясь признанием со стороны императора и народа, требовал церковного решения о Константинопольской кафедре. Было объявлено о созыве собора в Константинополе, хотя западные епископы предлагали созвать собор в Александрии. Некоторые видные участники собора, например Ахолий Фессалоникийский, сначала посетили прошедший несколько ранее собор в Риме и потому опоздали.
Константинопольский собор состоялся в мае — июне 381 года под председательством Мелетия Антиохийского. Из рассматривавшихся на соборе вопросов два касались практических вопросов жизни церкви — о замещении константинопольской и антиохийской кафедр. Третьим рассматривался вопрос об отношении к арианству.
В это время Григорий находился в конфликте с Максимом Киником, также претендовавшим на титул епископа. Позиция папы по вопросу о константинопольской кафедре состояла в том, что её должен занимать человек безукоризненной репутации, к чьему избранию не могло бы возникнуть претензий. Православие Максима сомнений не вызывало, а канонические нарушения, имевшие место в его случае, могли быть объяснены тяжёлыми временами и происками ариан. Соответственно, Римский собор признал его законным епископом Константинополя. С другой стороны, Константинопольский собор без возражений признал епископом Григория.
Вопрос об антиохийской кафедре возник по ходу собора в связи со смертью Мелетия. За право стать его преемником спорили Павлин и Флавиан. Григорий Богослов и западные епископы предложили считать епископом Антиохийским Павлина, однако в этом они не были поддержаны восточным большинством собора. Прибывшие к этому времени египетские епископы и македониане, ссылаясь на решение Никейского собора, выступили с возражением против назначения Григория, бывшего ранее епископом Сасимским, в Константинополь. Ввиду такого развития событий Григорий принял решение удалиться на покой, в чём был поддержан императором и собором.
В результате преемником Мелетия стал Флавиан, а в Константинополь был назначен Нектарий.
В догматическом отношении Константинопольский собор принял следующие решения: не отрекаться от веры 318 никейских отцов и анафематствовать всякую ересь и в особенности евномиан (аномеев), ариан (евдоксиан), полуариан (македониан-духоборцев), савеллиан-маркеллиан, фотиниан и аполлинариан.

## Завершение арианского спора

### На Западе
После того как 19 июля 381 года император Феодосий утвердил решения Константинопольского собора, епископы начали собираться на созванный Амвросием собор в Аквилее. Участниками нового собора были отправлены императору письма, в которых они критиковали прошедший собор по различным поводам, в частности за низложение Максима Киника, и выражали желание пересмотреть вопросы, касающиеся антиохийского раскола. Другой целью собора были балканские епископы Палладий Ратиарский, Секундиан Сингидунский и ранее признанный невиновным папой Дамасием епископ Салони Леонтий. Осудив их всех, собор продемонстрировал желание покончить с омийством в церковной жизни Италии и западных Балкан, оставив арианство готам.
Ревностный защитник православия император Запада Грациан был убит в борьбе с узурпатором Магном Максимом 25 августа 383 года. Его наследник, двенадцатилетний Валентиниан II находился под опекой своей матери Юстины, исповедовавшей арианство. Перед Пасхой 385 года она пригласила Амвросия во дворец и просила передать омиям небольшую загородную базилику. Амвросий, поддержанный горожанами, отказал. Затем последовала новая просьба, вновь отвергнутая. Пытаясь настоять на своём, правительство решило использовать армию, но красноречие Амвросия помогло избежать кровопролития.
23 января 386 года был опубликован указ, дающий омиям право на свободу вероисповедания и на владение церквями. В апреле этого же года за отказ принять участие в организованном двором диспуте с Авксентием Дуросторским была сделана попытка отправить Амвросия в ссылку, однако население Милана вновь оказало поддержку своему епископу.
После того как состоялось обретение мощей Гервасия и Протасия, Валентиниан освободился от влияния омиев.
| Находящиеся в Равенне два баптистерия, арианский и православный, имеют в своём оформлении мозаики, изображающие сцену крещения Христа. Исследователи не пришли к однозначному выводу, в чём выразилась доктринальная специфика в изображении этого важного с точки зрения данных конфессий эпизода из жизни Христа. Отмечается, что поскольку мозаика Арианского баптистерия не подверглась разрушению или изменению после поражения арианства, в ней эта идеология не была ярко выражена с точки зрения средневекового зрителя. |                                                   |
| |                                                   |
| Крещение Христа, мозаика Арианского баптистерия | Крещение Христа, мозаика Баптистерия православных |

### На Востоке
На Востоке император Феодосий, не вполне удовлетворённый результатами Константинопольского собора, потребовал в 383 году созыва нового, ещё более представительного собрания. На нём он лично одобрил только веру в единосущие, представленную Нектарием, остальные изложения веры он разорвал. Далее политика Феодосия, и ранее склонявшегося к насильственному утверждению никейской веры и государственному притеснению её противников, претерпела дальнейшее развитие. Впервые при нём было введено законодательное разделение между православными и еретиками — «только тем, которые согласно апостольскому наставлению и евангельскому учению верят в единое Божество Отца и Сына и Св. Духа», разрешалось носить звание «кафолических христиан». Рядом законов он приказал еретикам передать все церкви кафоликам и запретил им собираться в городах на богослужебные собрания и строить для себя новые места для богослужений. Путешествующих по разным городам и областям учителей и священников еретической направленности приказано было ловить и возвращать на место их прежнего жительства. Указ 388 года предписывал изгонять их из городов, запрещал ставить священников и называться епископами. Православные епископы поощряли все эти меры и восхваляли добродетели императора.

### У германских народов
Среди причин, способствовавших христианизации готов, основными считают влияние проживавших среди них христианских пленников, миссионерскую деятельность арианина Вульфилы и религиозную политику императора Валента. Симпатизирующий арианству Валент, позволивший спасающимся от нашествия гуннов готам пересечь Дунай, среди условий их поселения на территории империи поставил принятие христианства. Если, по выражению американского церковного историка Б. Кидда, в Римской империи арианство погибло вместе с этим императором в 378 году, у германских народов оно продолжало существовать ещё длительное время.
Арианство готов, лишённое религиозной и философской глубины, которую оно приобрело на Востоке Римской империи, служило, помимо прочего, способом избежать ассимиляции, средством сохранения этнической идентичности. Затихший в империи арианский спор периодически возобновлялся в германских королевствах, где периодически происходили формальные дебаты. Известно о дебатах святого Фабия Фульгенция с арианским епископом перед лицом арианского короля вандалов Тразамунда.
По различным причинам германские народы отказались от арианства. У вестготов это произошло на Третьем Толедском соборе при короле Реккареде I, у франков при Хлодвиге в начале VI века. Окончательное исчезновение арианства относят к обращению короля лангобардов Бертари около 662 года или около 680 года.

## Стороны конфликта

### «Ариане» и «никейцы»
Традиционное в церковной историографии противопоставление «ариан» и «никейцев» не является достаточно точным. Роль самого Ария в «арианском споре» незначительна. Более того, полемисты IV века часто использовали ярлык «арианин» без проверки учения и мотивов своих оппонентов. Как и в случае с большинством других ересей, «арианство» было скорее кратким указанием на доктринальные отклонения, чем юридически точным определением.
Определение «арианин», вероятно, является изобретением Афанасия, которому оно служило любимым, наряду с «ариоманиак», обозначением оппонентов. Однако только в 341 году, из послания папы Юлия I, восточные епископы узнали, что они «ариане». За год до этого их делегация прибыла в Рим с целью попытаться объяснить законность низложения Афанасия, Маркелла Анкирского и Асклепия Газского, а также обосновать законность избрания Писта на александрийский престол. Воспользовавшись случаем, папа созвал собор, на который восточные епископы не явились под предлогом того, что по поводу этих епископов уже принято решение другими соборами. Результатом стало упомянутое выше письмо, в котором Юлий идентифицировал стороны конфликта как «держащиеся Евсевия» (по имени Евсевия Никомедийского) и «держащиеся Афанасия», первые также были названы «арианами». При этом причина использования данного слова была связана с тем, что Пист был отлучён от церкви епископом Александром, после чего был рукоположен епископом-сторонником Ария.
Восточные епископы были потрясены таким определением. Собравшись на соборе по случаю освящения храма в Антиохии в 341 году, они составили ответное послание, в котором утверждали, что они не последователи Ария, и выражали недоумение, как они, епископы, могут следовать за пресвитером. Их вера является изначальной, и то, что они приняли его, не означало, что они следуют за ним.
Аналогичным образом противоположная сторона конфликта в течение нескольких десятилетий после Никейского собора не ссылалась на него и не использовала слово «единосущный». В «Речи против ариан», датируемой 339 годом, Никейский собор не выступает для Афанасия авторитетной инстанцией в вопросах положительных норм веры. Понятие «единосущный» впервые защищается им в относящейся к периоду между 345 и 355 годами «De decretis».

### Другие противопоставления
Другими авторами арианский конфликт рассматривается как выражение противоречий между александрийской и антиохийской школами богословия. Действительно, некоторые из ариан были учениками Лукиана Антиохийского. Некоторыми исследователями такое противопоставление отрицается и признаётся неточным.
Обозначение одной из сторон спора как «евсевиан», отсылая к ранним лидерам этой партии — Евсевию Кесарийскому и Евсевию Никомедийскому, также не вполне точно. Учитывая влияние на первого Оригена, богословие этой партии называют также «оригенистским». Однако такое обозначение не учитывает того, что, с одной стороны, Ориген оказал определяющее влияние на всё восточное богословие, а с другой, многие его взгляды ко времени Евсевия были уже забыты или отвергнуты. Также в случае использования этого названия обозначение противоположной стороны как «афанасиан» является явным анахронизмом.

## Историография
Благодаря роли в продолжение большей части рассматриваемого периода, а также по причине того, что его труды во многих случаях являются практически основными, если не единственными, источниками информации, Афанасию Великому и его роли в арианском споре посвящено огромное количество работ. Основные проблемы, вокруг которых развернулись дискуссии, начиная с конца XIX века, касались обвинений Афанасия в преднамеренной фальсификации документов, впоследствии включённых им в свои труды, высокой вероятности того, что его избрание епископом Александрии не было каноничным, в намеренном использовании насилия в мелитианском конфликте.
Большинство церковных историков, принадлежа к одному с Афанасием лагерю, высказываются в его пользу. Данная точка зрения господствовала в течение многих веков, и её разделяли такие авторы монументальных историй Церкви, как Тиллемон. Работы, посвящённые Афанасию, среди которых наиболее значимы труды И. А. Мёлера (1844), кардинала Ньюмена, изображают его как выдающегося теолога, посвятившего себя делу Церкви. Автор ряда до сих пор не утративших значения работ Г. М. Гваткин, разделяя позитивный взгляд на деятельность Афанасия, признавал в ней наличие некоторых перегибов, впрочем, обоснованных текущими историческими обстоятельствами. Епископ А. Робинсон отмечал (1891), что для Афанасия «арианский спор был ни битвой за церковную власть, ни богословским триумфом. Это был религиозный кризис, касающийся реальности откровения и спасения». Взгляды Робинсона в последней декаде XIX века разделяли многие историки, включая влиятельного теолога А. Гарнака, сравнившего Афанасия с Мартином Лютером.
Обвинения в фальсификации, подрывающие авторитет произведений Афанасия как исторического источника, впервые сформулированные немецким историком О. Зееком в 1896 году, в настоящее время не считаются достоверными, но дали толчок последующим исследованиям. Важной вехой в них стали опубликованные между 1904 и 1911 годами работы Э. Шварца. Негативный взгляд на Афанасия, изложенный в них, стремление изобразить последнего как властолюбивого иерарха разделяли многие историки первой половины XX века, из которых наибольший вклад в данную область знания внёс ученик Шварца, Х.-Г. Опиц.
Начиная со второй половины XX века, более распространён компромиссный взгляд на характер Афанасия и достоверность его произведений. Ряд историков, включая Ф. Янг, признавая многие ошибки и фобии александрийского епископа, высоко оценивают его деятельность и подвергают ревизии предыдущую критику. Также распространён и ещё более положительный взгляд (Я. Пеликан, Г. Флоровский и др.). Крупнейшим представителем критической по отношению к Афанасию традиции в настоящее время является Т. Д. Барнс.

### Первичные источники
- Деяния Вселенских соборов, изданные в русском переводе при Казанской духовной академии. — 3 изд. — Казань, 1910. — Т. I. — 402 с.
- Евсевий Памфил. Жизнь блаженного василевса Константина. — М.: Издательская группа Labarum, 1998.
- Созомен. Церковная исторія Эрмія Созомена Саламинскаго. — СПб., 1851. — 636 с.
- Феодорит, еп. Кирский. Церковная история. — М.: Российская политическая энциклопедия; Православное товарищество «Колокол», 1993.

### Исследования
на английском языке
- Arnold D. W. H. The Early Episcopal Career of Athanasius of Alexandria. — London: University of Notre Dame Press, 1991. — 235 p. — ISBN 0-268-00925-2.
- Barnes T. D. Athanasius and Constantinus: Theology and Politics in the Constantinian Empire. — Harvard University Press, 2001. — 343 p. — ISBN 0-674-05067-3.
- Beckwith C. L. Hilary of Poitiers on the Trinity. — Oxford University Press, 2008. — 230 p. — (Oxford Early Chrisian Studies). — ISBN 978–0–19–955164–4.
- Deliyannis D. M. Ravenna in Late Antiquity. — Cambridge University Press, 2010. — 464 p. — ISBN 978-0-511-83672-2.
- Gwatkin H. M. The Arian Controvercy. — 2nd ed. — London, 1914. — 176 p.
- Hanson R. P. C. The achievement of orthodoxy in the fourth century AD // The making of orthodoxy. Essays in honour of Henry Chadwick. — Cambridge University Press, 1989. — С. 142—156. — ISBN 0 521 35188 X.
- Hanson R. P. C. The Search for the Christian Doctrine of God: The Arian Controversy, 318—381 A.D.. — New York: Continuum International Publishing Group, 2005. — 960 p. — ISBN 0-5670-3092-X.
- Harnack A. History of Dogma = Lehrbuch der Dogmengeschichte / translated by J. Millar. — 2nd ed.. — London, 1897. — 336 p.
- Hefele K. J. A History of the Counsils of the Church / trans. by H. N. Oxenham. — Edinburg, 1876. — 503 p.
- Hefele K. J. A History of the Counsils of the Church / trans. by H. N. Oxenham. — Edinburg, 1883. — 502 p.
- Irshai O. Fourth Century Christian Palestinian Politics: A Glimpse at Eusebius of Cesarea's Local Political Career and Its Nachleben in Christian Memory // Inowlocki S., Zamagni C. Reconsidering Eusebius: Collected Papers on Literary, Historical, and Theological Issues. — BRILL, 2011. — С. 25—39. — ISBN 9789004203853.
- Kidd B. J. A History of the Church to A.D. 461. — Oxford: Clarendon Press, 1922. — 471 p.
- Lienhard J. T. The «Arian» controversy: Some Categories Roconsidered // Theological Studies. — 1987. — Т. 48. — С. 415—437.
- Lienhard J. T. Contra Marcellum: Marcellus of Ancyra and Fourth-Century Theology Contra Marcellum: Marcellus of Ancyra and Fourth-Century Theology. — Washington, D. C.: Catholic University of America Press, 1999. — 280 p.
- Newman J. H. The Arians Of the Fourth Century. — Longmans, Green and C°, 1908. — 474 p.
- Nicene and Post-Nicene Fathers, Second Series / Edited by Philip Schaff and Henry Wace. — Buffalo, NY: Christian Literature Publishing Co., 1900. — 670 p.
- Odahl C. M. Constantine and the Christian empire. — Routledge, 2004. — 400 p. — ISBN 0-203-55269-5.
- Parvis S. Marcellus of Ancyra and the Lost Years of the Arian Controversy 325–345. — Oxford: Oxford University Press, 2006. — 291 p. — ISBN 978-0-19-928013-1.
- Wiles M. Archetypal Heresy: Arianism through the Centuries. — Oxford: Oxford University Press, 1996. — 204 p. — ISBN 0–19–826927–7.
- Williams D. Ambrose of Milan and the End of the Arian-Nicene Conflicts. — Oxford: Clarendon Press, 1995. — 235 p. — ISBN 0-19-826464-X.
- Williams R. Arius: heresy and tradition. — Grand Rapids, Michigan / Cambridge, U. K.: WILLIAM B EERDMAN Company, 2002. — 378 p. — ISBN 0-8028-4969-5.

на немецком языке
- Brennecke H. C. Die letzten Jahre des Arius. — Von Arius zum Athanasianum. Studien zur Edition der »Athanasius Werke«. — De Gruyter, 2010. — Т. 164. — (Archiv für die Ausgabe der Griechischen Christlichen Schriftsteller der ersten Jahrhunderte). — ISBN 978-3-11-021861-9.
- Opitz H.-G. Die Zeitfolge des arianischen Streites von den Anfängen bis zum Jahr 328 // ZNW. — 1934. — Т. 34. — С. 131–159.
- Athanasius. Urkunden zur Geschichte des arianischen Streites 318–328 // Opitz H.-G. Athanasius Werke. — Berlin/Leipzig, 1934. — Т. III, вып. 1.

на русском языке
- Бирюков Д. С. Астерий-софист; Аэций // Антология восточно-христианской богословской мысли. — М. - Спб.: Никея, 2009. — Т. I. — С. 139—145, 220—230. — ISBN 5-98578-001-9.
- Болотов В. В. История Церкви в период Вселенских Соборов. — М.: Поколение, 2007. — 720 с. — ISBN 978-5-9763-0032-3.
- Бриллиантов А. И. К истории арианского спора до I Вселенского собора // Христианское чтение. — 1913. — Вып. 7—8, 10. — С. 872—898, 1176—1200.
- Бриллиантов А. И. Лекции по истории древней церкви. — СПб.: Издательство Олега Абышко, 2007. — 480 с. — ISBN 978-5-9900890-3-7.
- Карташёв А. В. Вселенские соборы. — М.: Республика, 1994. — 542 с. — ISBN 5-250-01847-5.
- Лебедев Д. А. Вопрос о происхождении арианства // Богословский вестник. — 1916. — Т. 2, № 5. — С. 133–162.
- Лупандин И. Ересь // Католическая энциклопедия. — М.: Изд-во францисканцев, 2002. — Т. I. — С. 1831—1833. — ISBN 5-89208-037-4.
- Лурье В. М. История византийской философии. Формативный период. — СПб.: Axiṏma, 2006. — 553 с. — ISBN 5-90141-013-0.[неавторитетный источник]
- Митрофанов А. Ю. История церковных соборов в Италии (IV-V вв.). — Крутицкое Патриаршее подворье: Общество любителей церковной истории, 2006. — 625 с. — (Материалы по истории Церкви). — 1000 экз.
- Робертсон Дж. К. История христианской церкви / Пер. А. П. Лопухина. — СПб.: Изд-во И. Л. Тузова, 1890. — Т. 1. От апостольского века до разделения церквей. — 1083 с.
- Самуилов В. История арианства на латинском Западе (353-430). — СПб., 1890. — 305 с.
- Сидоров А. И. Арианство в свете современных исследований // Вестник древней истории. — 1988. — Вып. 2. — С. 86—97.
- Спасский А. А. История догматических движений в эпоху вселенских соборов. — 2-е. — Сергиев Посад, 1914. — Т. I. — 648 с.
- Холл С. Дж. Учение и жизнь ранней Церкви. — Новосибирск: Посох, 2000. — 324 с. — ISBN 5-93958-001-7.
- Шафф Ф. История христианской церкви. — СПб.: Библия для всех, 2007. — Т. III. — 688 с. — ISBN 978-5-7454-1021-5.
- Эрман Б. Искажённые слова Иисуса. Кто когда и зачем правил Библию. — М.: Эксмо, 2009. — 320 с. — ISBN 978-5-699-36577-7.

на французском языке
- Cavallera F. Le schisme d'Antioche: (IV-V siècle). — Paris, 1905. — 342 p.